# Jari-Matti Latvala
Jari-Matti Latvala (ur. 3 kwietnia 1985 w Töysä) – fiński kierowca rajdowy. 
Swoją karierę sportową Latvala rozpoczął w 2001 roku, gdy startował w rallysprintach. W 2002 roku, w wieku 17 lat, zadebiutował w Rajdowych Mistrzostwach Świata jadąc samochodem Mitsubishi Lancer Evo VI. W debiucie zajął 17. miejsce w Rajdzie Wielkiej Brytanii. W latach 2006–2007 był członkiem zespołu Stobart VK Ford Rally Team, a w 2008 roku przeszedł do fabrycznego zespołu Forda. W 2007 roku podczas Rajdu Irlandii po raz pierwszy w karierze stanął na podium w rajdzie Mistrzostw Świata (3. miejsce), a swoje pierwsze zwycięstwo odniósł w lutym 2008 w Rajdzie Szwecji. W 2010 roku wywalczył rajdowe wicemistrzostwo świata przegrywając w klasyfikacji generalnej jedynie z Francuzem Sébastienem Loebem. Sukces ten powtórzył w 2014 i 2015 roku tym razem ustępując Sébastienowi Ogierowi.

## Kariera

### Początki kariery
Latvala urodził się w gminie Töysä. W wieku 6 lat nauczył się jeździć gokartem. 20 września 1992 zaliczył swoje pierwsze gokartowe zawody w mieście Vaasa. Gokartem startował do 2000 roku.
W wieku 8 lat ojciec kupił młodemu Latvali Forda Escorta, którym Jari-Matti nauczył się jeździć. Kolejnym samochodem, na którym szkolił się Latvala, był Sunbeam Avenger, odkupiony od fińskiego rajdowca, Henriego Toivonena. W wieku 10 lat Latvala jeździł już A-grupowym Oplem Asconą, a w wieku 12 lat – F-grupowym Fordem Escortem RS 2000. Swoją naukę przeniósł wówczas na zamarznięte jeziora blisko miejsca zamieszkania, a z czasem na lokalne polne drogi. Później Latvala zdobywał rajdową praktykę dzięki treningom Oplem Astrą przerobioną na samochód rajdowy oraz Mitsubishi Lancerem, samochodem którym ojciec Jari startował w Rajdzie Safari.
Jesienią 2000 roku Latvala otrzymał Toyotę Corolla 1600 GT. 5 maja 2001 zaliczył tym samochodem swój debiut w zawodach rallysprintów. Łącznie startował nim 13 razy, do października 2001, gdy awarii uległ silnik. W rallysprintach Fin jeździł do maja 2002 roku.

### 2002-2005

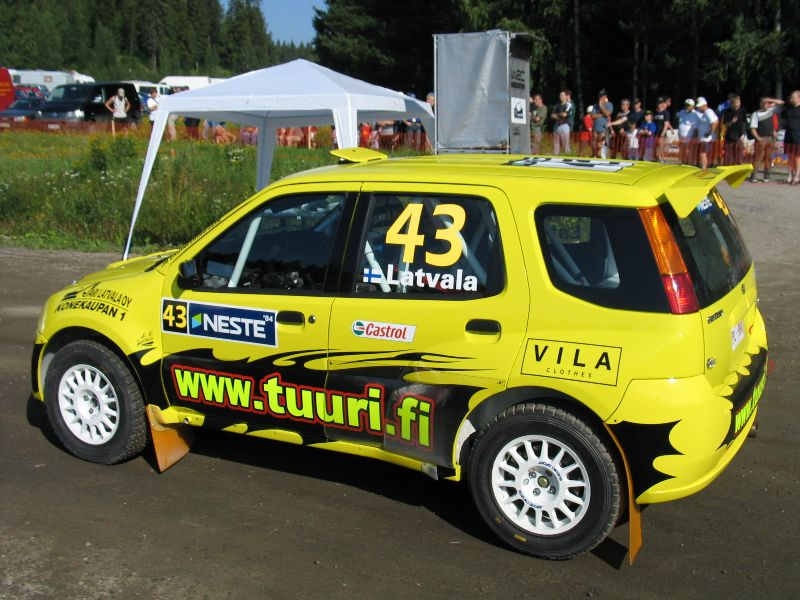
Latvala w Suzuki Ignis S1600 podczas Rajdu Finlandii 2004

5 czerwca 2002 roku Latvala zdał w Wielkiej Brytanii egzamin na prawdo jazdy, a 9 czerwca 2002 rozpoczął rajdową karierę. Jego nauczycielem w szkole rajdowej był Pentti Airikkala, były fiński rajdowiec, uczestnik rajdów mistrzostw świata. W 2002 roku Latvala wystartował w dziesięciu fińskich rajdach N-grupowymi Renault Clio i Citroënem Saxo, a jego pilotem był Steve Harris. Z kolei w sierpniu 2002 jego pilotem został inny Brytyjczyk, Carl Williamson. W listopadzie 2002 zadebiutował w mistrzostwach świata. Jadąc samochodem Mitsubishi Lancer Evo VI zajął 17. miejsce w Rajdzie Wielkiej Brytanii.
Rok 2003 Latvala rozpoczął od startu w mistrzostwach Estonii, w rajdzie Eesti Talv. Jadąc Toyotą Corollą WRC wygrał ten rajd. Jego pilotem w tej imprezie był rodak, Miikka Anttila, z którym nawiązał dłuższą współpracę. W 2003 roku Latvala wystartował w wielu rajdach, w mistrzostwach dwóch krajów. W mistrzostwach Włoch jechał Subaru Imprezą STi w Pucharze Subaru, a w mistrzostwach Wielkiej Brytanii – Fordem Focusem WRC 01, którym Colin McRae startował w 2001 roku w Rajdzie Safari 2001. W 2003 roku Latvala wziął również udział w mistrzostwach świata kierując Forda Focusa WRC 02. W czerwcowym Rajdzie Grecji był dziesiąty, a w lipcowym Rajdzie Niemiec – siedemnasty. W Rajdzie Finlandii zajął czternastą pozycję, a w Rajdzie Wielkiej Brytanii – dziesiątą. W lipcu 2003 Miikka Anttila został jego stałym pilotem.
W sezonie 2004 Latvala zaliczył jedenaście startów w mistrzostwach świata. Głównym jego celem był udział w Junior World Rally Championship. Sezon w JWRC rozpoczął od startu Fordem Pumą S1600 w Rajdzie Monte Carlo, którego nie ukończył na skutek wypadku na 12. odcinku specjalnym. Kolejne dwa rajdy w Junior WRC Fin zaliczył jadąc samochodem Ford Fiesta S1600. Z Rajdu Grecji odpadł z powodu awarii sprzęgła, natomiast z Rajdu Turcji z powodu awarii radiatora. Przed sierpniowym Rajdem Finlandii Latvala znów zmienił samochód i zdecydował się na starty Suzuki Ignisem S1600. Zaliczył nim cztery starty, ale tylko we wrześniowym Rajdzie Wielkiej Brytanii zdobył punkty do klasyfikacji Junior WRC, zajmując czwartą pozycję. W sezonie 2004 Latvala wystartował również w trzech rajdach mistrzostw świata N-grupowymi Subaru Imprezą (w Rajdzie Niemiec i Rajdzie Francji) oraz Mitsubishi Lancerem Evo 8 (w Rajdzie Australii).
Sezon 2005 Latvala rozpoczął od startu Toyotą Corollą WRC w Rajdzie Szwecji, w którym zajął szesnaste miejsce. Samochodem tym pojechał jeszcze także w sierpniowym Rajdzie Finlandii, którego nie ukończył. Przez większą część sezonu 2005 Latvala startował N-grupowym Subaru Imprezą, a we wrześniowym Rajdzie Wielkiej Brytanii jechał Fordem Focusem WRC 02.

### 2006-2007: Stobart Ford

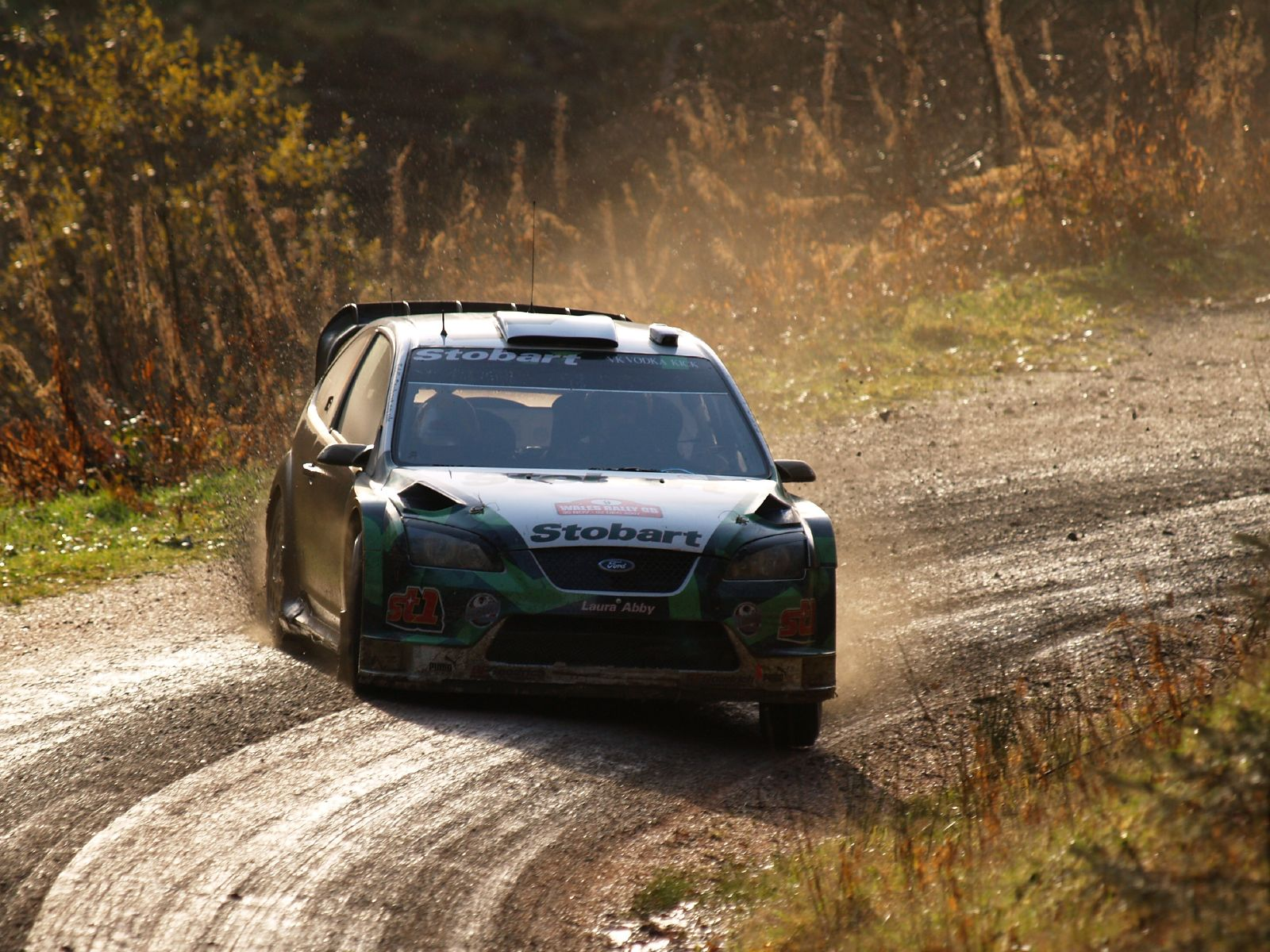
Latvala w Fordzie Focusie WRC w barwach teamu Stobart podczas Rajdu Wielkiej Brytanii

W sezonie 2006 Latvala wystartował w jedenastu rajdach, w tym w sześciu N-grupowym Subaru Imprezą WRX STi w ramach serii Production Car World Rally Championship, w jednym Toyotą Corollą WRC (w Rajdzie Finlandii, w którym był siedemnasty) i w czterech Fordem Focusem WRC w barwach teamu Stobart VK Ford Rally Team. W Rajdzie Meksyku zdobył swoje pierwsze 4 punkty do klasyfikacji PCWRC. W październikowym Rajdzie Australii zajął szóste miejsce w klasyfikacji generalnej mistrzostw świata i pierwsze w Production Cars. Zdobył tym samym swoje pierwsze w karierze 3 punkty w mistrzostwach świata. Z kolei w listopadowym Rajdzie Nowej Zelandii był ósmy w klasyfikacji generalnej i ponownie wygrał serię Production Cars. Klasyfikację PCWRC zakończył na czwartej pozycji. W barwach zespołu Stobart wystąpił w takich rajdach jak: Rajd Hiszpanii, Rajd Francji, Rajd Niemiec i Rajd Wielkiej Brytanii. W tym ostatnim zajął czwarte miejsce w klasyfikacji generalnej za Marcusem Grönholmem, Manfredem Stohlem i Petterem Solbergiem, z którym przegrał miejsce na podium o blisko 40 sekund. W klasyfikacji mistrzostw świata za sezon 2006 Latvala zajął trzynaste miejsce z 9 zdobytymi punktami.
W sezonie 2007 Latvala stał się regularnym kierowcą zespołu Stobart, w którym jeździł wraz z synem szefa zespołu Malcolma Wilsona, Matthew Wilsona i Norwegiem Henningiem Solbergiem. Sezon rozpoczął od nieukończenia dwóch rajdów – Rajdu Monte Carlo z powodu wypadku i Rajdu Szwecji z powodu awarii skrzyni biegów. W Rajdzie Norwegii utrzymywał się w granicach trzeciego miejsca, jednak ostatecznie zakończył go na piątej pozycji, głównie z powodu 90-sekundowej kary. Piąty odcinek specjalny, Opaker, był pierwszym wygranym odcinkiem specjalnym w karierze Latvali. W kolejnych trzech rajdach Fin także zdobywał punkty do klasyfikacji mistrzostw świata. W Rajdzie Meksyku był siódmy, w Rajdzie Portugalii – ósmy, a w Rajdzie Argentyny – czwarty. W kolejnych trzech rajdach nie zdobył punktów, ale potem punktował ponownie w: Rajdzie Niemiec (ósmy), Rajdzie Nowej Zelandii (piąty), Rajdzie Hiszpanii (siódmy) i w Rajdzie Francji (czwarty). Z kolei w listopadowym Rajdzie Irlandii po raz pierwszy w karierze stanął na podium. Zajął trzecie miejsce za dwójką z Citroën Total World Rally Team, Sébastienem Loebem oraz Danielem Sordo. W klasyfikacji generalnej mistrzostw świata sezonu 2007 Latvala zajął ósme miejsce zdobywając łącznie 30 punktów.

### Sezon 2008

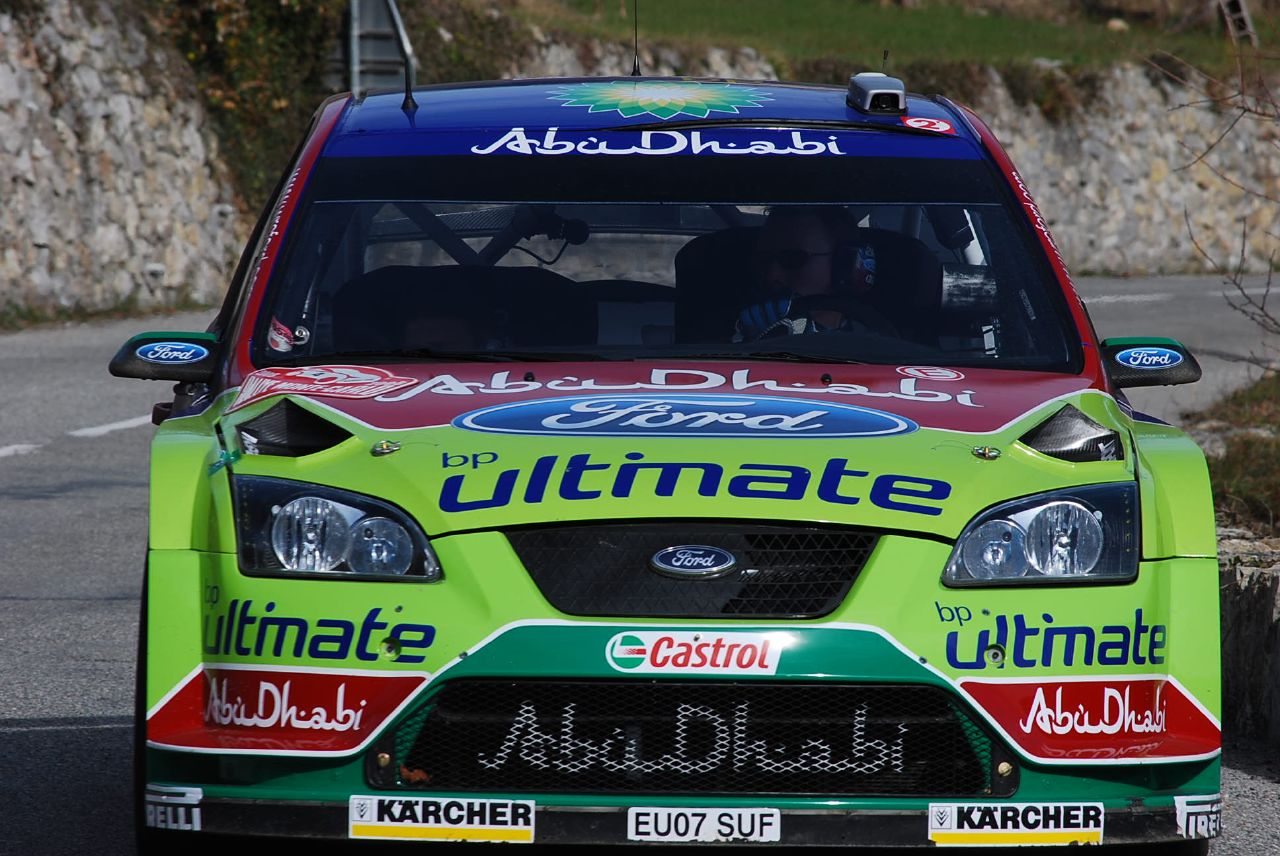
Latvala w fabrycznym Fordzie Focusie WRC na trasie Rajdu Monte Carlo 2008

Na początku 2008 roku Latvala podpisał kontrakt z fabrycznym zespołem Forda, BP Ford Abu Dhabi World Rally Team. Został tam drugim kierowcą po rodaku Mikko Hirvonenie i zastąpił Marcusa Grönholma, który z końcem 2007 roku zakończył sportową karierę. Debiut w barwach Forda w Rajdu Monte Carlo nie był dla Latvali udany. Na 12. odcinku specjalnym uszkodził zawieszenie, przez co stracił szansę na zdobycie punktów w tym rajdzie. Do startu wrócił w następnym dniu dzięki SupeRally i ostatecznie był dwunasty w rajdzie. W lutym 2008 Latvala wystartował w Rajdzie Szwecji. W pierwszym dniu rajdu zwyciężył we wszystkich odcinkach specjalnych, a następnie utrzymał prowadzenie i odniósł swoje pierwsze zwycięstwo w karierze w mistrzostwach świata, wyprzedzając na mecie Mikko Hirvonena i Gianluigiego Gallego. Licząc 22 lat i 313 dni stał się najmłodszym w historii zwycięzcą rajdu mistrzostw świata. Pobił należący do Henriego Toivonena rekord z 1980 roku, który wygrał Rajd Wielkiej Brytanii mając 24 lata i 86 dni. Za swoją postawę w Rajdzie Szwecji Latvala został uhonorowany nagrodą „Abu Dhabi Spirit of The Rally”. Po zwycięskim rajdzie w Latvala powiedział:

Pierwsze zwycięstwo w rajdzie i zdobycie nagrody jest dla mnie spełnieniem marzeń. Przed startem liczyłem na podium, ale ostateczny wynik jest dla mnie wręcz idealny.

W trzecim rajdzie sezonu i pierwszym szutrowym, Rajdzie Meksyku, Latvala zajął trzecie miejsce przegrywając tylko z Sébastienem Loebem i Chrisem Atkinsonem. W Rajdzie Argentyny nie zdobył punktów do mistrzostw świata zajmując piętnaste miejsce, a w Rajdzie Jordanii był siódmy. W majowym Rajdzie Włoch, odbywającym się na Sardynii Latvala stanął na podium, po raz trzeci w sezonie 2008. Stracił nieco ponad 15 sekund do zwycięzcy, Sébastiena Loeba i niespełna 5 do partnera z zespołu Forda, Mikko Hirvonena. W Rajdzie Grecji zajął siódmą pozycję, a czerwcowy Rajd Turcji zakończył na drugiej pozycji, 7,9 sekundy za Mikko Hirvonenem. Do końca sezonu 2008 Latvala punktował jeszcze w czterech rajdach. W Rajdzie Hiszpanii był szósty, a w Rajdzie Francji – czwarty (rajd kończy na trzeciej pozycji, ale po decyzji zespołu Forda spóźnia się 9 minut na punkt kontrolny i otrzymuje 90 sekund kary). W obu startował Fordem Focusem w barwach Stobart VK Ford Rally Team. Dwa ostatnie rajdy sezonu, Rajd Japonii i Rajd Wielkiej Brytanii ukończył na drugiej pozycji. W Japonii przegrał z Mikko Hirvonenem, a w Wielkiej Brytanii z Sébastienem Loebem. W klasyfikacji generalnej mistrzostw świata Latvala zajął czwartą pozycję. Zdobył 58 punktów i zakończył sezon za Sébastienem Loebem, Mikko Hirvonenem oraz Danielem Sordo.

### Sezon 2009

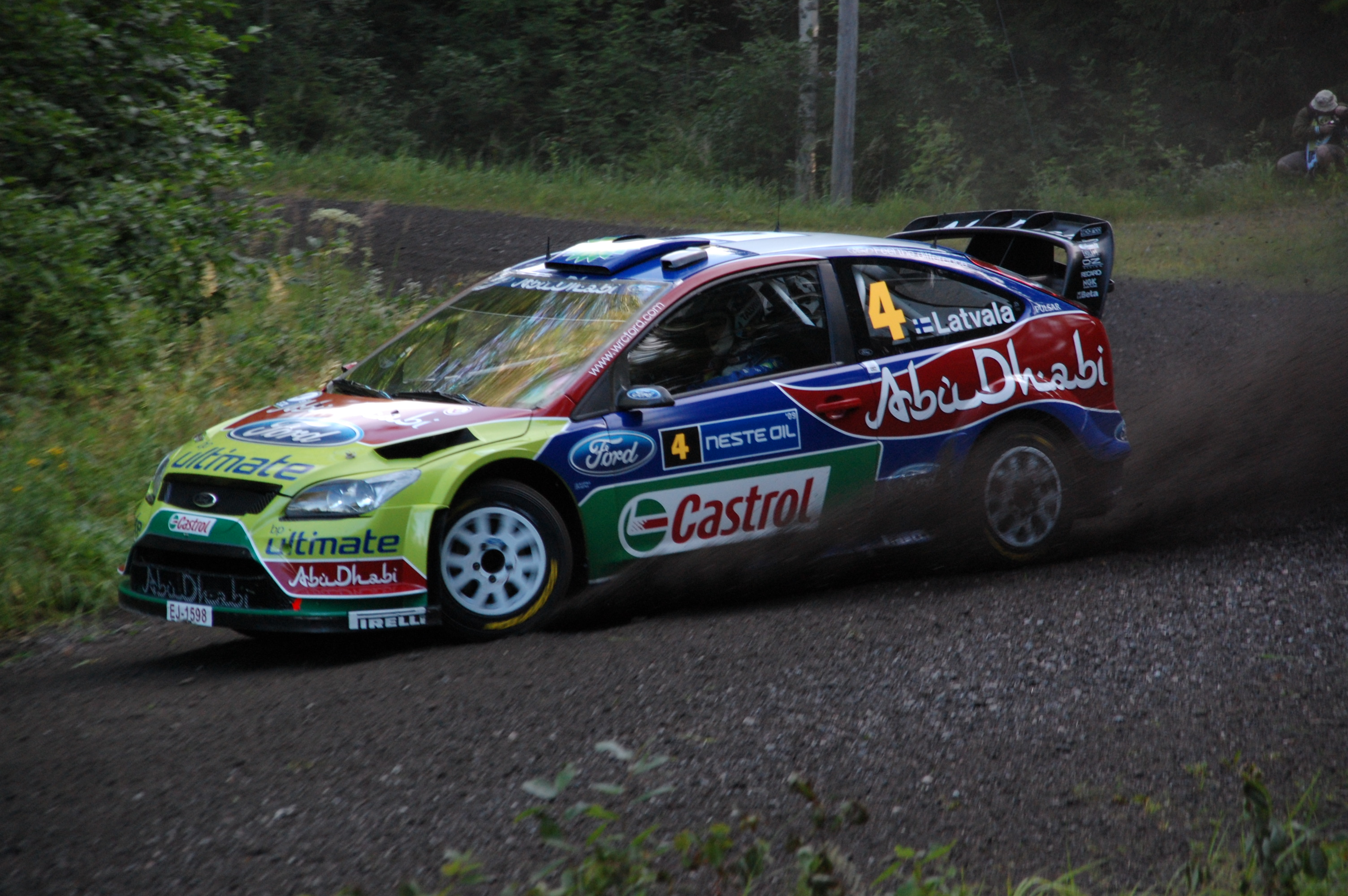
Latvala na odcinku specjalnym Rajdu Finlandii 2009

W 2009 roku Latvala pozostał w zespole Forda. Początek sezonu był jednak dla Fina nieudany. W pierwszych czterech rajdach: Rajdzie Irlandii, Rajdzie Norwegii, Rajdzie Cypru i Rajdzie Portugalii tylko raz zdobył punkty. Fakt ten miał miejsce w Rajdzie Norwegii, który Latvala ukończył na trzecim miejscu za Sébastienem Loebem i Mikko Hirvonenem. Natomiast w Rajdzie Portugalii uległ wypadkowi. Na trzecim odcinku specjalnym jego Ford Focus WRC wypadł z trasy, 17-stokrotnie dachował i zatrzymał się 150 metrów poniżej drogi. Załodze nic się stało. Następnie Latvala wystartował w Rajdzie Argentyny, w którym był szósty. W majowym Rajdzie Włoch, odbywającym się na Sardynii Fin prowadził od startu do mety i tym samym odniósł swoje drugie zwycięstwo w mistrzostwach świata w karierze. W klasyfikacji generalnej rajdu wyprzedził Mikko Hirvonena oraz Pettera Solberga. W kolejnym starcie, w Grecji, Latvala był trzeci za Hirvonenem i Sébastienem Ogierem. Z kolei w Rajdzie Polski Latvala do ostatniego odcinka specjalnego jechał na drugiej pozycji za Mikko Hirvonenem. Na tym odcinku uderzył jednak w barierkę i musiał wycofać się z rajdu. Na przełomie lipca i sierpnia, w Rajdzie Finlandii Latvala po raz czwarty w sezonie stanął na podium. Był trzeci za Hirvonenem i Loebem. W ostatnich trzech startach w sezonie: w Rajdzie Australii, Rajdzie Hiszpanii i Rajdzie Wielkiej Brytanii Fin również punktował, ale przyjeżdżał na miejscach poza podium. W klasyfikacji generalnej sezonu 2009 Latvala zajął czwartą pozycję ze 41 punktami. Przegrał w niej z Loebem, Hirvonenem oraz Sordo.

### Sezon 2010

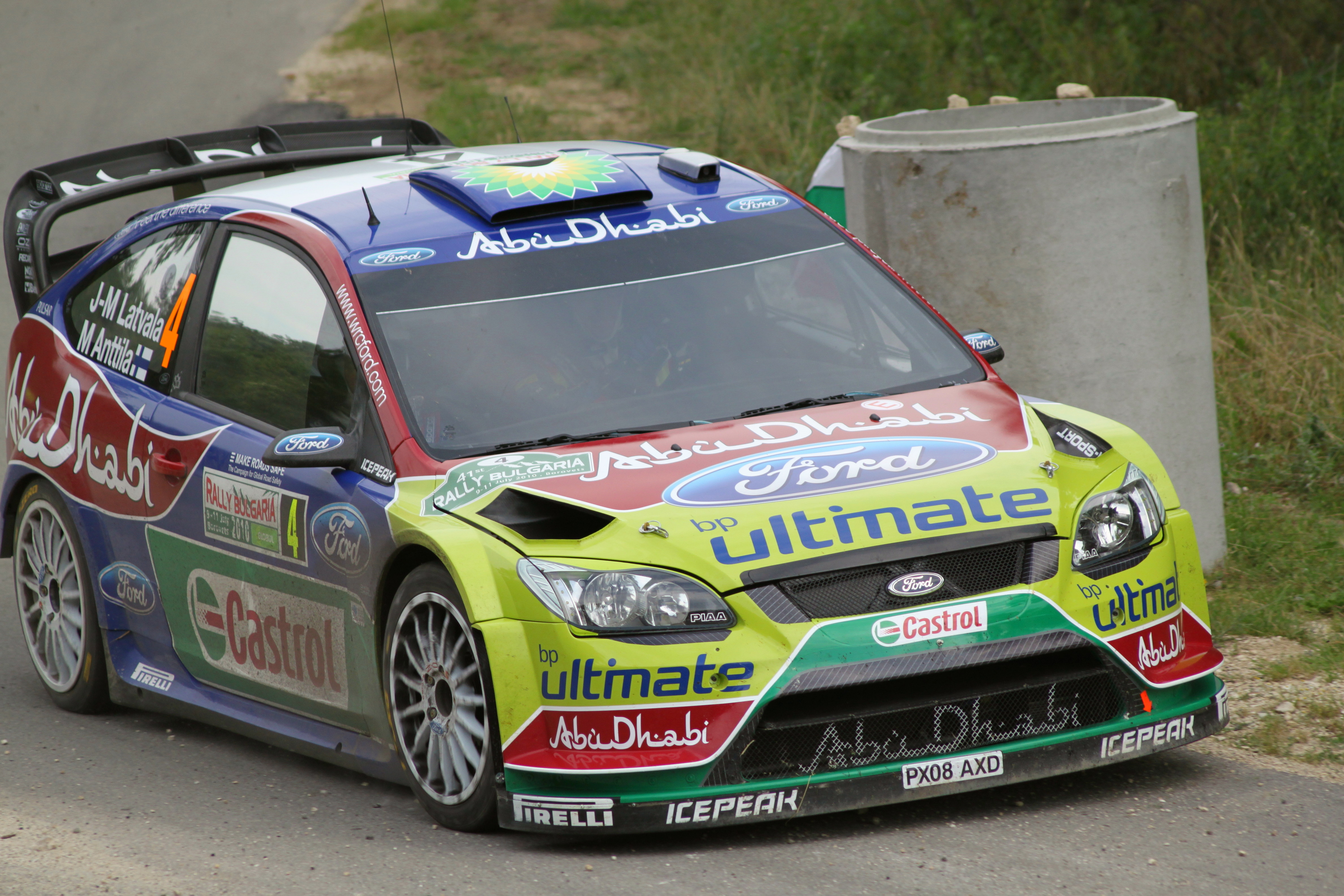
Latvala w Rajdzie Bułgarii 2010

Sezon 2010 Latvala rozpoczął od zajęcia trzeciego miejsca w Rajdzie Szwecji za Mikko Hirvonenem i Sébastienem Loebem. W marcowym Rajdzie Meksyku Latvala był piąty, a w dniu swoich 25. urodzin, w Rajdzie Jordanii był drugi i przegrał tylko z Loebem. W kwietniu zajął ósme miejsce Rajdzie Turcji. W maju 2010 Latvala wystartował w Rajdzie Nowej Zelandii. Po pierwszym dniu był drugi, a pod koniec drugiego dnia spadł na trzecią pozycję w klasyfikacji generalnej. W trzecim dniu odrabiał straty i na ostatnim, 21. odcinku specjalnym zdołał wyprzedzić dotychczasowego lidera Sébastiena Ogiera, dzięki czemu odniósł pierwsze zwycięstwo w sezonie 2010. Pod koniec maja 2010 Latvala brał udział w Rajdzie Portugalii, jednak podobnie jak rok wcześniej, nie ukończył go. na 9. odcinku specjalnym rozbił swojego Forda na tyle, iż nie mógł powrócić do rywalizacji w systemie SupeRally.
W lipcu 2010 Latvala zajął szóstą pozycję w Rajdzie Bułgarii. Z kolei w lipcowym Rajdzie Finlandii objął pozycję lidera na 7. odcinku specjalnym i do końca rajdu nie oddał prowadzenia odnosząc swoje drugie zwycięstwo w sezonie oraz czwarte w karierze. Wyprzedził w nim dwóch Francuzów – Sébastiena Ogiera i Sébastiena Loeba. We wszystkich kolejnych rajdach końca sezonu Latvala zajmował punktowane pozycje. W Rajdzie Niemiec była to czwarta pozycja, a w Rajdzie Japonii – trzecia za Sébastienem Ogierem oraz Petterem Solbergiem. W kolejnych dwóch startach: Rajdzie Korsyki i Rajdzie Katalonii Latvala zajmował czwarte miejsce. Ostatnim rajdem mistrzostw świata w sezonie 2010 był Rajd Wielkiej Brytanii. W ostatnim dniu rajdu Latvala awansował na trzecią pozycję i na niej też ostatecznie zakończył rywalizację finiszując na mecie za Loebem i Petterem Solbergiem. Dzięki zajęciu miejsca na podium Latvala wywalczył wicemistrzostwo świata. Zdobył łącznie 171 punktów i przegrał w klasyfikacji generalnej o 105 punktów z Loebem.

### Sezon 2011

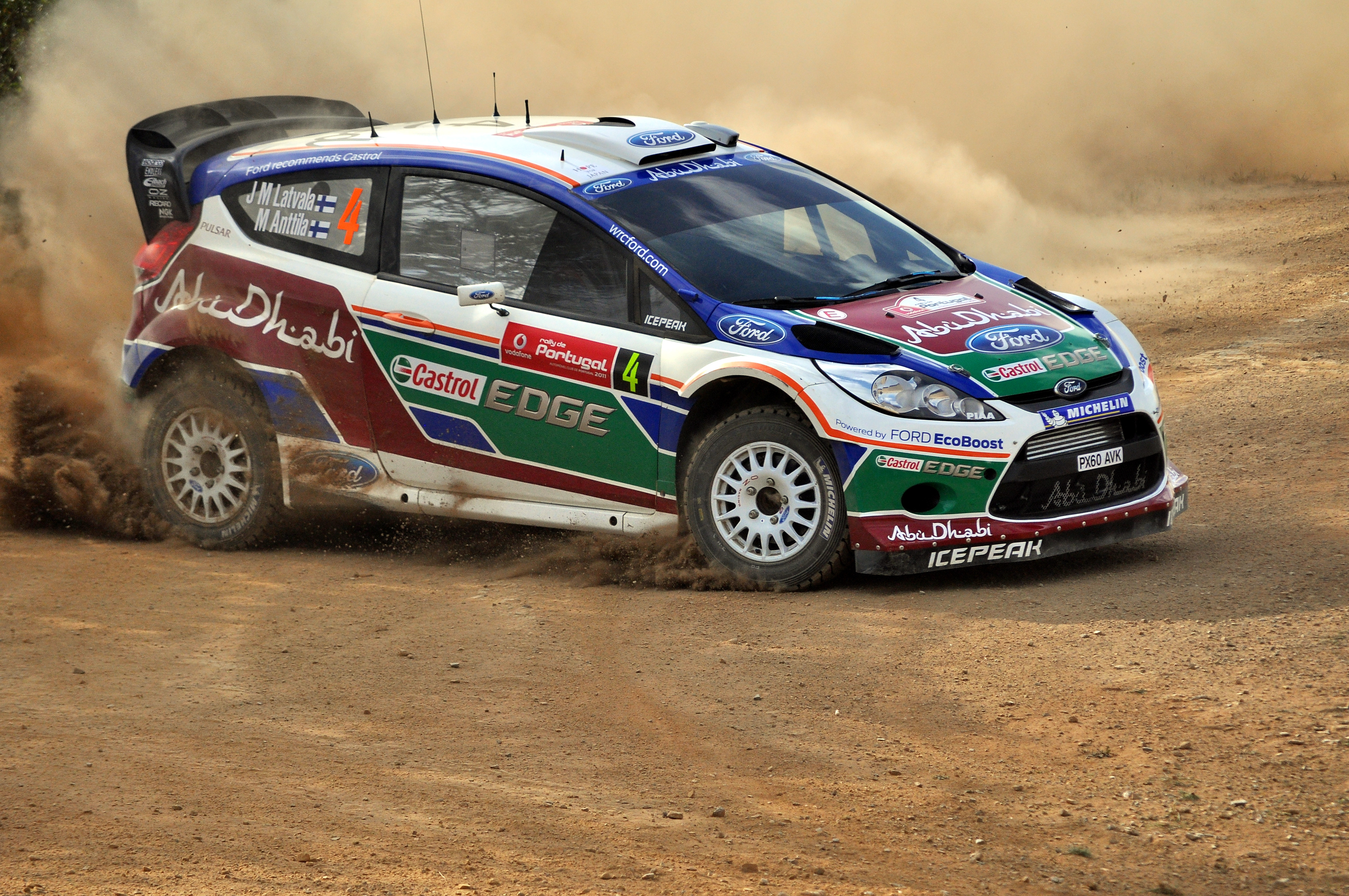
Latvala jadący Fordem Fiestą WRC w Rajdzie Portugalii

Przed sezonem 2011 zespół Ford Abu Dhabi World Rally Team zmienił samochód z Forda Focusa WRC na Forda Fiestę RS WRC. Skład personalny nie zmienił się w porównaniu z sezonem 2010. Debiut Forda Fiesty WRC przypadł na pierwszą połowę lutego, czyli Rajdzie Szwecji. Całe podium w szwedzkim rajdzie zajęli wówczas kierowcy zespołu Forda. Latvala był trzeci, przegrywając z kolegami z zespołu, Mikko Hirvonenem i Madsem Østbergiem. W kolejnych dwóch startach Latvala znów zajmował trzecie miejsce. W marcowym Rajdzie Meksyku przegrał jedynie z Sébastienem Loebem i Mikko Hirvonenem, a w Rajdzie Portugalii uległ dwóm kierowcom Citroën Total World Rally Team, Sébastienowi Ogierowi i Loebowi. W kwietniowym Rajdzie Jordanii Latvala do ostatniego odcinka specjalnego walczył o zwycięstwo z Sébastienem Ogierem. Ostatecznie przegrał z Francuzem o 0,2 sekundy, co jest rekordową najmniejszą różnicą w historii rajdowych mistrzostw świata.
Majowy Rajd Sardynii nie był udany dla Latvali. Na pierwszym odcinku specjalnym Latvala uległ wypadkowi, a jego samochód dachował. Przyczyną tego zdarzenia był błąd pilota Miikki Anttili, który błędnie odczytał notatkę. Skutkiem wypadku była najpierw 30-sekundowa strata, a następnie wycofanie się z rajdu. Załoga Latvala-Anttila powróciła do rajdu na zasadzie SupeRally i ostatecznie zajęła 18. miejsce. W kolejnych dwóch rajdach, Rajdzie Argentyny i Rajdzie Grecji Latvala był odpowiednio siódmy i dziewiąty. Natomiast w Rajdzie Finlandii stanął na podium. Był drugi za Sébastienem Loebem. W Rajdzie Niemiec Latvala był czternasty. We wrześniowym Rajdzie Australii prowadził od 11. do 22. odcinka specjalnego, jednak ostatecznie zajął drugie miejsce za Mikko Hirvonenem. W Rajdzie Francji Latvala był czwarty, a w Rajdzie Katalonii zajął trzecią pozycję. W listopadowym, ostatnim rajdzie sezonu 2011, Rajdzie Wielkiej Brytanii Latvala zwyciężył przed Norwegami Madsem Østbergiem i Henningiem Solbergiem. Było to jedyne zwycięstwo Fina w sezonie, jednak nie pomogło w zajęciu miejsca na podium w klasyfikacji generalnej mistrzostw świata, w której Latvala był czwarty.

### Sezon 2012

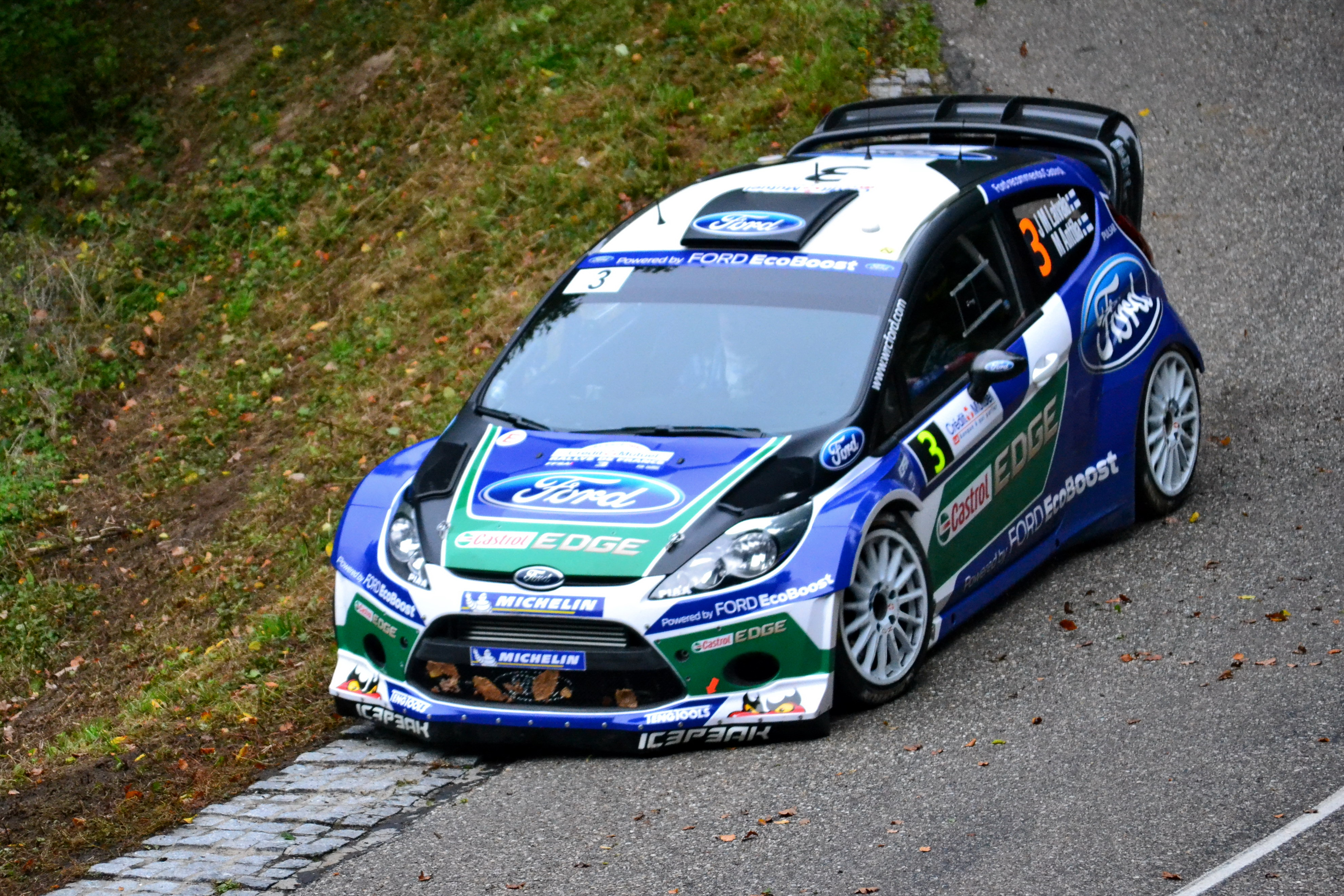
Latvala podczas Rajdu Francji 2012.

W sezonie 2012 Latvala nadal zasiadał za kierownicą Forda Fiesty RS WRC reprezentując barwy zespołu Ford World Rally Team. Miejsce Mikko Hirvonena, w roli drugiego kierowcy zespołu, zajął Petter Solberg. Sezon został zainaugurowany przez Rajd Monte Carlo 2012. Latvala na 2.odcinku specjalnym objął prowadzenie. Mając pół minuty przewagi nad następnym zawodnikiem na 4. OS-ie wypadł z drogi i nie ukończył rajdu. Kolejna runda mistrzostw świata to Rajd Szwecji. Latvala wygrał go zdobywając 25 punktów oraz kolejny jeden za zajęcie 3. miejsca na Power Stage.
Pomimo wygrania największej liczby odcinków specjalnych Rajd Meksyku nie był dla Latvali udany. Na 3. odcinku specjalnym został on liderem rajdu, aby na 5. uszkodzić zawieszenie i spaść na 8. pozycję. Potem Fin odrabiał straty i na 22. oesie był już trzeci w klasyfikacji generalnej. Na mierzącej 54 kilometry próbie Guanajuatito Latvala rozpoczął pościg za prowadzącymi kierowcami Citroena. Uzyskując najlepsze międzyczasy za jednym ze szczytów dostrzegł rozbity samochód Jewgienija Nowikowa. Nie będąc pewnym czy wrak leży na drodze czy poza nią rozpoczął gwałtowne hamowanie, co poskutkowało rolowaniem i stratą 7 minut. Przed następnym OS-em komisja techniczna stwierdziła pęknięcie klatki bezpieczeństwa i nie dopuściła Latvali do dalszej jazdy.
Rajd Portugalii toczył się dla fińskiego zawodnika ze zmiennym szczęściem. Po odpadnięciu na 2. oesie Sébastiena Loeba Latvala ukończył pierwszy dzień jako lider klasyfikacji. Po nocnej ulewie warunki na trasie stały się trudne. Na 5. odcinku specjalnym Fiesta Latvali uderzyła w kamień i zawieszenie uległo zniszczeniu. Latvala został zmuszony do skorzystania z SupeRally i tym samym spadł na 16. pozycję. Powrócił na trasę w trzecim dniu i zaczął odrabiać straty, jednak po awarii układu paliwowego na 14. oesie spadł na 19. miejsce. Po dyskwalifikacji zwycięzcy – Mikko Hirvonena, Latvala ukończył rajd jako 14. zawodnik w klasyfikacji. Do dorobku punktowego Latvali dopisano 2 punkty zdobyte na Power Stage.
Z powodu złamania obojczyka w trakcie treningu na nartach Rajd Argentyny odbył się bez Latvali.
W Rajdzie Akropolu Latvala wygrał największą liczbę odcinków specjalnych, co jednak wystarczyło na zajęcie trzeciego miejsca. Rajd rozpoczął od wygranej na 1. oesie. Pozycję lidera stracił na 4. oesie. Do 14. próby przystąpił ze stratą 2,2 sekundy do prowadzącego Sébastiena Loeba. W jej trakcie na lewym skręcie tył Fiesty WRC został wyniesiony na pobocze, co spowodowało przebicie opony. Z przebitą oponą Latvala pokonał następne kilka kilometrów i uszkodził zacisk hamulca. Wymiana koła zajęła Finowi 3,5 minuty, w efekcie czego spadł na 4. miejsce i następne trzy odcinki specjalne pokonał na trzech hamulcach. Po odpadnięciu na 17. odcinku Pettera Solberga Fin awansował na 3. pozycję. Utrzymał ją do końca rajdu zdobywając 15 punktów. Wynik jaki uzyskał na Power Stage powiększył konto Latvali o kolejne 2 punkty.
Rajd Nowej Zelandii Latvala rozpoczął jako lider, lecz już na 2. OS-ie spadł na 3. miejsce. Na 7. próbie przyciął zakręt, jednak prawe przednie koło wpadło w dziurę, samochód został obrócony i uderzył w ogrodzenie. Drut z płotu oplątał koło Forda, a uwolnienie auta zajęło ponad 4 minuty. Załoga spadła na 9. pozycję, aby ostatecznie zakończyć rajd na 7. miejscu.
Ojczysty Rajd Finlandii Latvala ukończył na trzecim miejscu, natomiast metę Rajdu Niemiec osiągnął jako drugi zawodnik, co było jego najlepszym wynikiem w dotychczasowej historii jego startów na asfalcie.
Rajd Wielkiej Brytanii po raz kolejny okazał się dla Fina szczęśliwy. Latvala na 3. OS-ie objął prowadzenie i nie oddał go do mety.
Rajd Francji był następną asfaltową rundą, którą Latvala ukończył na 2. miejscu w klasyfikacji generalnej. Do zwycięzcy, Sébastiena Loeba, stracił 15,5 sekundy.
17 października 2012 oficjalnie ogłoszono, że w sezonie 2013 Jari-Matti Latvala wystąpi za kierownicą Volkswagena Polo R WRC w barwach zespołu Volkswagen Motorsport.
Przebicie opony na 2. OS-ie oraz uszkodzenie chłodnicy, a następnie wypadnięcie z trasy na 4. OS-ie już na początku Rajdu Sardynii wyeliminowało Latvalę z walki o zwycięstwo w tej imprezie. Latvala zajmuje 12. pozycję i zdobywa 2 punkty za 2. miejsce na Power Stage. Szutrowo-asfaltowy Rajd Katalonii Latvala ukończył jako drugi zawodnik ze stratą 7 sekund do Loeba. Punkty zdobyte w Hiszpanii zadecydowały o zajęciu przez Latvalę 3. miejsca w klasyfikacji generalnej Rajdowych Samochodowych Mistrzostwa Świata.

### Sezon 2013

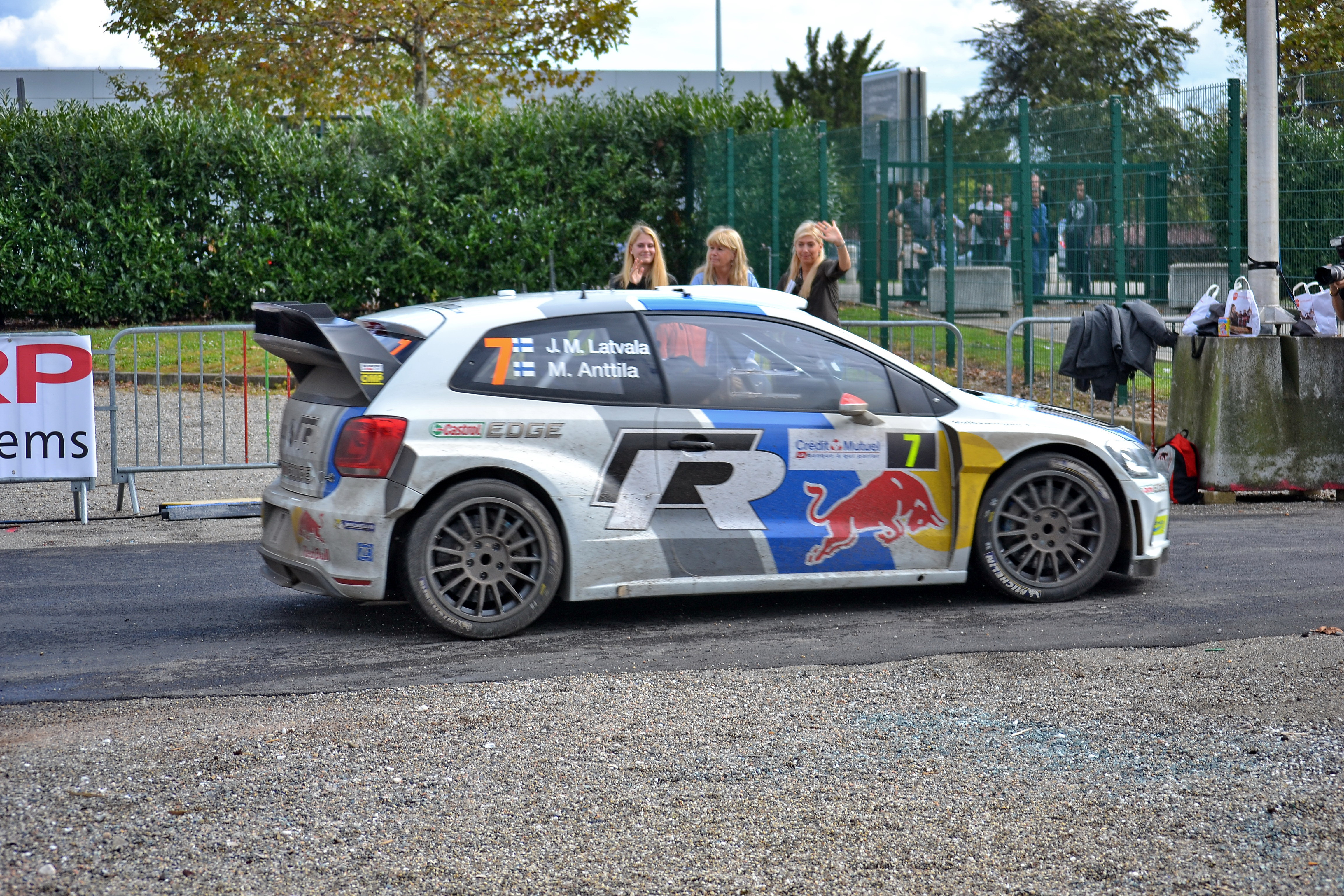
JM Latvala w Volkswagenie Polo R WRC

W sezonie 2013 startuje jako drugi kierowca zespołu Volkswagen Motorsport (pierwszym jest Sébastien Ogier). Debiut za kierownicą Volkswagena Polo R WRC nie był udany. Sezon otwiera Rajd Monte Carlo 2013. Na 14. OS – Col de Turni zajmujący 5. miejsce w klasyfikacji Latvala 500 metrów po starcie wjechał w breję śniegu. Skutkuje to utratą panowania nad samochodem, który uderzył w ścianę i wykonał kilka obrotów na drodze.
Rajd Szwecji Latvala ukończył na 4. pozycji. Szansę na dobry rezultat w rajdzie Meksyku Fin stracił już po 500 metrach, kiedy to uszkodził zawieszenie po najechaniu na kamień. Rajd kontynuował korzystając z Rally2 i ostatecznie zajął 16. miejsce z 1 punktem zdobytym na Power Stage.
Rajd Portugalii dał Finowi pierwsze podium w barwach VW. Latvala miał szanse na 2. miejsce jednak awaria przedniego dyferencjału na 12. OS spowodowała utratę lokaty na rzecz Mikko Hirvonena.
W Rajdzie Argentyny Latvala po zaciętej walce z Jewgienijem Nowikowem zajął ponownie najniższy stopień podium, bonusowo zdobywając 3 punkty za Power Stage.
Rajd Akropolu to pierwsze zwycięstwo jakie fiński kierowca odniósł dla Volkswagena. Prowadzenie objął już na 4. OS-ie i do samej mety powiększał przewagę na konkurentami.
Od przebicia opony i 12. miejsca rozpoczął Rajd Sardynii. Przez resztę zawodów sukcesywnie odrabiał starty, aby ostatecznie być 3. na mecie. Po serii dobrych występów Latvala w „domowym” Rajdzie Finlandii był faworytem. Już na 2 OS. uszkodził zawieszenie i musiał zrezygnować z dalszej jazdy. Powrócił na trasę rajdu drugiego dnia w ramach Rally2 startując z ostatniej – 88. pozycji. Zawody ukończył jako 17.
Rajd Niemiec Latvala zaczął od drugiej pozycji, lecz po uszkodzeniu samochodu przez Ogier'a na 3. OS-ie objął prowadzenie. Po OS 11. Kierowca zjechał do strefy serwisowej z uszkodzonym samochodem. Tuż po starcie do 12. próby okazało się, że drzwi od strony pilota nie zamykają się. Utrudnia to na tyle jazdę, że niedługo potem auto uderza tyłem w bele drewna. Latvala kontynuował jazdę jednak tuż przed metą traci kontrolę i wypada z trasy. Metę osiąga jako 7. zawodnik.
Fatalny wynik w kwalifikacjach Rajdu Australii powoduje że Fin wyrusza na trasę jako trzeci, „odkurzając” szutrową trasę. Pomimo bezbłędnej jazdy straty z dnia pierwszego były już nie do odrobienia. Rajd kończy tuż za podium.
Rajd Francji to równa i solidna jazda Fina. Pomimo że nie wygrał żadnego odcinka specjalnego, do ostatniego dnia zawodów przystępuje jako lider. Ostatecznie musi uznać wyższość Sebastiena Ogier i Daniego Sordo.
Rajd Katalonii to ponownie świetna jazda Latvali. Asfaltową część rajdu ukończył jako lider (jest to najlepszy jego wynik w karierze na tej nawierzchni). Ostatni, szutrowy dzień rajdu przyniósł jednak serie awarii. Najpierw dochodzi do wycieku paliwa i pożaru, a następnie do uszkodzenia przedniego dyferencjału. Ostatni OS kierowca pokonuje samochodem z napędem na 3 koła. Rajd kończy na 2. pozycji.
W Rajdzie Walii Latvala zajmuje 2. miejsce, a w klasyfikacji generalnej całego sezonu jest 3.

### Sezon 2014

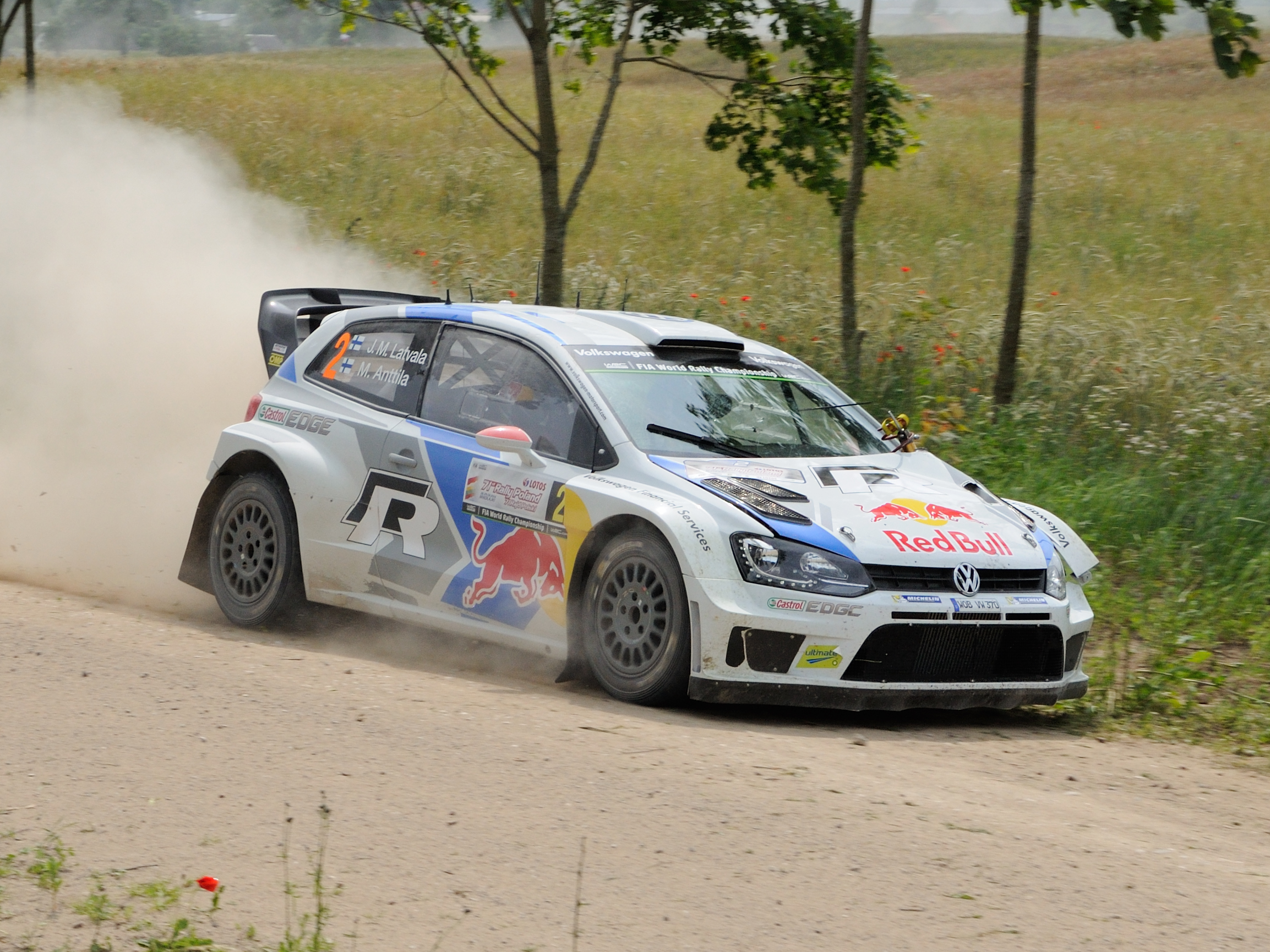
Jari-Matti Latvala podczas Rajdu Polski 2014 – OS 15 Baranowo 1. Widoczny lewy przedni amortyzator, który przeszedł na wylot przez nadkole i maskę.

W kolejnym sezonie Latvala pozostał kierowcą zespołu Volkswagen Motorsport. Rozpoczynający zmagania Rajd Monte Carlo przebiegał w bardzo trudnych i zmiennych warunkach. Pierwszą pętlę Latvala pojechał asekuracyjnie zajmując 19., 2. i 40. miejsce. W następnych odcinkach poprawiał swoją pozycję w klasyfikacji generalnej, aby ukończyć rajd na 5. pozycji. W całym rajdzie wygrał 3 OS-y w tym Power Stage.
Latvala był kierowcą, który najlepiej poradził sobie z topniejącym śniegiem na trasie Rajdu Szwecji. W jego trakcie odniósł również swoje 300 oesowe zwycięstwo. Zdobyte punkty pozwoliły mu na objęcie 1. miejsca w klasyfikacji generalnej mistrzostw świata. W Rajdzie Meksyku zajął 2. miejsce i stracił pozycję lidera WRC. Wypadek na 5. OS-ie Rajdu Portugalii pozbawił Fina szans na dobry wynik. Na mecie zameldował się jako 14. zawodnik zdobywając jedynie 2 punkty za Power Stage.
Rajd Argentyny to kolejne zwycięstwo Latvali. Rajd Sardynii rozpoczął obiecująco. Już na 5. odcinku został liderem. Jednak na 13. OS-ie przebił oponę i spadł na 3. miejsce. Powracający do kalendarza WRC Rajd Polski nie był dla Fina udany. Po słabym początku udało mu się awansować na 3. lokatę. Jednak na odcinku 14. gdy omijał uszkodzony samochód Østberga najechał na kamień i uszkodził zawieszenie. Próba samodzielniej naprawy nie udała się i następny odcinek przejechał z urwanym amortyzatorem, który przebił maskę samochodu. Przez resztę rajdu Latvala starał się odrobić starty. Zawody ukończył na 5. miejscu tracąc jedynie 0,7 sekundy do Mikko Hirvonena. Rajd Finlandii rozpoczął od prowadzenia. Przez następne odcinki umacniał się na pozycji lidera. Jednak na 20. OS-ie uszkodził hamulec w jednym z kół i na koniec dnia jego przewaga na Sebastienem Ogierem stopniała do zaledwie 3,4 s. Mimo to Latvala nie uległ presji i ostatecznie stanął na najwyższym stopniu podium.
Początek Rajdu Niemiec układał się po myśli Fina. Pierwszego dnia po wypadku Sebastiena Ogiera na 6. OS-ie objął prowadzenie, które utrzymał do końca drugiego dnia. Wydawało się, że Latvala bez problemu sięgnie po swoje pierwsze zwycięstwo na asfalcie i zredukuje stratę do lidera w klasyfikacji generalnej mistrzostw świata. Jednak już na początku ostatniego dnia rajdu samochód wypadł z trasy..

Warunki były niesamowicie trudne ostatniego dnia – na przemian mieliśmy suche i mokre sekcje. Długi lewy zakręt, na którym droga wydawała się sucha, okazał się bardziej śliski niż myślałem. Samochód na wyjściu poszedł bokiem i wyjechaliśmy w winnice. Ponieważ nie mogłem podjechać pod górę, próbowałem wrócić na drogę jadąc w dół. Niestety, uderzyliśmy w umocnioną barierę i musieliśmy się poddać.

Rajd Francji to pierwsze „asfaltowe” zwycięstwo Latvali. Korzystając z kłopotów technicznych Ogier'a szybko objął prowadzenie i nie oddał go do mety.
Pierwszy, szutrowy dzień Rajdu Hiszpanii ukończył jako 2. ze stratą 36,6 s do lidera stawki WRC. Na asfalcie wygrał większość odcinków, lecz nie udało mu się odrobić starty do Ogier'a, który wygrał cały rajd i zapewnił sobie tytuł Mistrz świata. Do 9. OS-u Rajdu Walii Latvala zajmował 2. miejsce z niewielka stratą. Jednak wypadnięcie z trasy powoduje stratę, która niweczy szanse na dobry wyniki. Rok 2014 ukończył jako wicemistrz świata. W swym dotychczasowo najlepszym sezonie 8 razy stawał na podium, w tym 4 razy na jego najwyższym stopniu.

### Sezon 2015

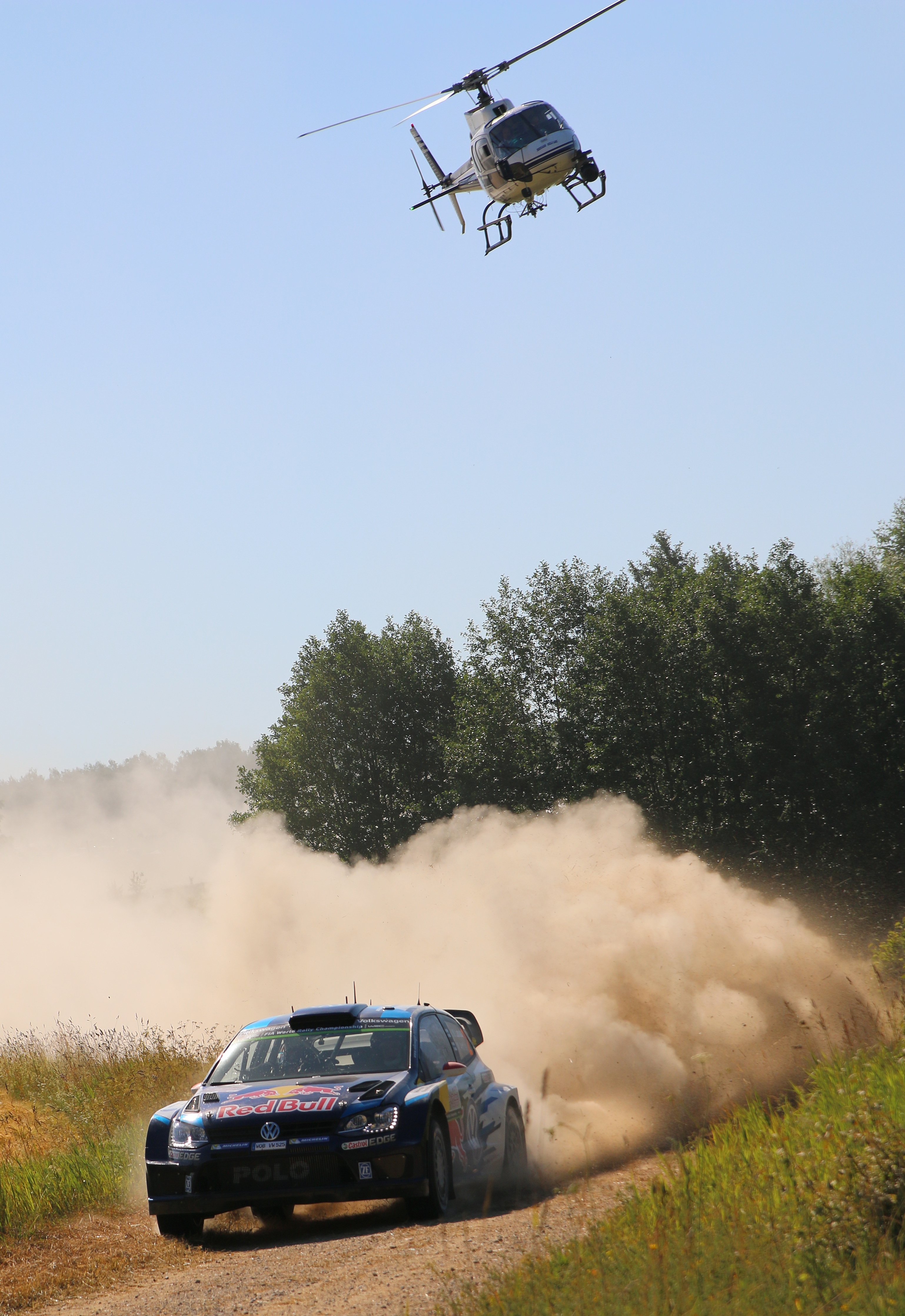
Jari-Matti Latvala podczas Rajdu Polski 2015

Sezon 2015 Latvala kontynuował w barwach Volkswagen Motorsport. Dzięki rozważnej jeździe Rajd Monte Carlo ukończył na 2. miejscu. Finowi nie udało się powtórzyć sukcesu z poprzedniego roku w Rajdzie Szwecji. Do 9. OS-u zajmował 2. pozycję. Niestety niegroźne wypadnięcie z trasy skończyło się utknięciem w zaspie i stratą ponad 8 minut. Po ostatnim odcinku specjalnym (kiedy stało się jasne, że załoga nie zdobędzie żadnego punktu) z powodów regulaminowych zapadła decyzja o wycofaniu się z rajdu. Pozwoliło to na większą swobodę w doborze części zamiennych i ustawień skrzyni biegów w następnych zawodach. Rajd Meksyku to kolejny nieudany występ. Na 12. OS-ie Latvala uderzył tyłem samochodu w skarpę urywając koło. Następnego dnia powrócił na trasę ostatecznie zajmując 15. miejsce. Rajd Argentyny podtrzymał złą passę Fina. Zawody te były nieudane dla całej ekipy VW. Wszyscy kierowcy zespołu musieli zmagać się z awariami. W samochodzie Latvali już pierwszego dnia uszkodzeniu uległa skrzynia biegów. Udało mu się jednak utrzymać w pierwszej trójce aż do 11. odcinka, kiedy zmuszony był się wycofać po awarii wtrysku paliwa. W Rajdzie Portugalii Latvala już na 4. OS-ie objął prowadzenie, którego nie oddał do mety. Pomimo że wygrał największą ilości odcinków specjalnych (7 z 23) Fin kończy Rajd Włoch jako szósty. Na wynik miało wpływ dwukrotne przebicie opony oraz uszkodzenie zawieszenia. Rajd Polski po raz kolejny dostarczył Latvali problemów. Przez dwa ostatnie dni toczył z Ottem Tänakiem zaciętą walkę o 3. miejsce. Na ostatnim odcinku specjalnym postanowił zaatakować aby odrobić sekundową stratę. Niestety wyleciał z trasy na zakręcie, uderzył w drzewo i uszkodził chłodnicę. 

Wszystko szło dobrze do momentu, w którym dojechałem do lewego zakrętu w lesie. Przed nim był prawy, do którego rano hamowałem, ale tym razem pojechałem na maksa i byłem zbyt szybki. Zdałem sobie sprawę, że się nie zmieszczę i próbowałem wjechać w małą przestrzeń pomiędzy drzewami. Myślałem, że mi się uda, ale uderzyliśmy w drzewo.

Ukończył odcinek, ale żeby zostać sklasyfikowanym musiał dojechać do oddalonej o 11 km mety rajdu. W drodze dojazdowej wraz z pilotem prowizorycznie naprawił uszkodzenia i ostatecznie spóźnił się 4 minut. Po doliczeniu kary spada na 5. miejsce. Rajd Finlandii, który jest jego domową rundą wygrał z przewagą 13.7 sekund nad Sebastienem Ogierem. Rajd przeszedł do historii jako najszybsza runda w dotychczasowych rozgrywkach WRC. Średnia zwycięzcy to 125,44 km/h (poprzedni rekord 122,89 km/h należał do Sebastiena Loeb’a i został ustanowiony na tym samym rajdzie w 2012 roku). Rajd Niemiec ukończył na drugim miejscu, tak samo jak Rajd Australii. Rajd Korsyki wygrał i było to jego 15. zwycięstwo w WRC a drugie na asfalcie. W Rajdzie Hiszpanii dojechał na metę jako drugi zaledwie 3.1 sekundy za zwycięzcą. Rajd Wielkiej Brytanii to dopiero 50. pozycja na finiszu. Na drugim odcinku specjalnym Sweet Lamb, silnik w aucie Latvalii zgasł na hamowaniu do lewego zakrętu, w wyniku czego stracił możliwość skrętu i auto wjechało do rowu, z którego nie udało się wyjechać. Załoga musiała skorzystać z Rally2. Sezon 2015 Latvala ukończył na drugim miejscu, zostając po raz trzeci wicemistrzem świata.

### Sezon 2016

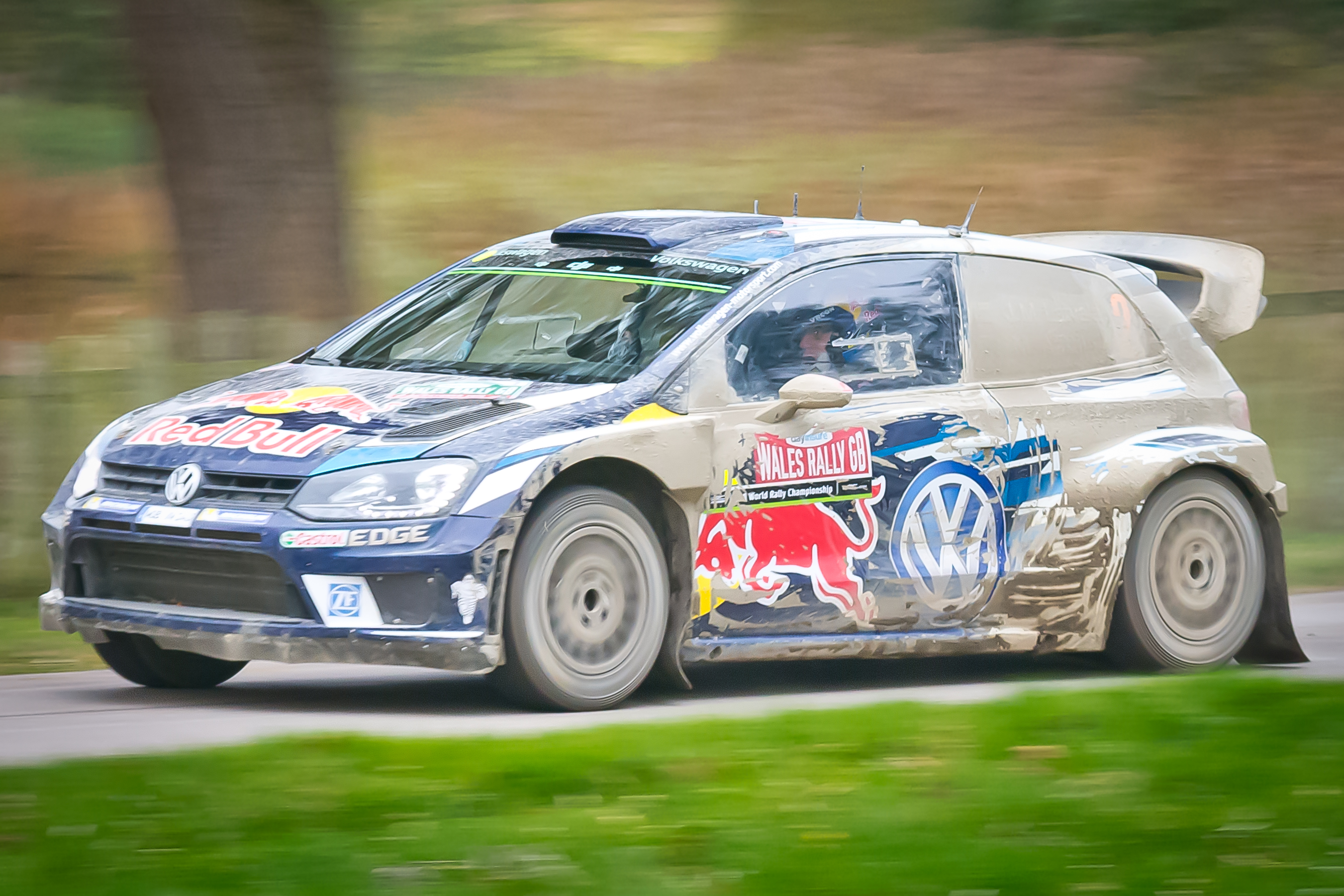
Jari-Matti Latvala podczas Rajdu Wielkiej Brytanii 2016

Tak jak w poprzednich latach Latvala zasiadł za kierownicą Volkswagena Polo. Nie udało mu się ukończyć otwierający sezon Rajd Monte Carlo. Na 11. odcinku specjalnym zajmująca 3. miejsce załoga wypadła z trasy i uszkodziła zawieszenie. Ukończyła odcinek jednak zmuszona była do wycofania się z zawodów. Na domiar złego będąc poza drogą niegroźnie potrąciła kibica. Latvala nie dochował procedur bezpieczeństwa, nie zatrzymał się i odjechał z miejsca incydentu, prosząc na mecie o informacje, czy wszystko jest w porządku. Później kierowca tłumaczył, że miał ograniczoną widoczność przez błoto na szybie i wydobywająca się spod maski parę. Za zaistniałą sytuację załoga została ukarana kwotą 5000 EUR i zakazem startu w jednym z rajdów sezonu WRC 2016 (ta druga kara została przyznana w zawieszeniu).
Z powodu uszkodzenia półosi już po pierwszym odcinku Rajdu Szwecji Latvala stracił szansę na dobry wynik. Na mecie rajdu był 26. Dopiero Rajd Meksyku przyniósł pierwszy sukces w sezonie 2016. Fin objął prowadzenie na słynnym odcinku El Chocolate i utrzymał je do mety. Do 13. odcinka Rajdu Argentyny zawody układały się po myśli Latvali. Jednak uszkodzenie amortyzatora powoduje, że samochód rolował grzebiąc szanse na zwycięstwo. 

Byłem w bardzo szybkiej sekcji, gdzie na drodze było wiele wystających kamieni. Kiedy przejechaliśmy po jednym, nagle przez maskę przebił się amortyzator. W tej chwili nie mogłem już kierować autem, uderzyliśmy w skarpę i dachowaliśmy.

W Portugalii Latvala nie powtórzył sukcesu z poprzedniego roku. Na 5. odcinku specjalnym uszkodził wspomaganie kierownicy, jednak udało mu się utrzymać miejsce w pierwszej dziesiątce. Rajd Portugalii ukończył na 6. pozycji zdobywając 2 dodatkowe punkty na Power Stage’u. Rajd Sardynii po zaciętej walce o zwycięstwo z Thierry Neuvile'em ukończył na drugim stopniu podium. W przeciwieństwie do poprzednich edycji Rajd Polski w sezonie 2016 Latvala przejechał bez przygód jednak zajął dopiero 5. miejsce. Tradycyjnie w domowej rundzie Latvala startował w roli faworyta, jednak rajd ukończył za Krisem Meekem, który również odebrał mu zeszłoroczny tytuł najszybszego kierowcy. Awaria skrzyni biegów już na pierwszym odcinku specjalnym Rajdu Niemiec powoduje, że Latvala był zmuszony wycofać się z reszty pierwszego dnia. Ostatecznie zajął 48. miejsce i zdobył 2 punkt na odcinku Power Stage. Kolejna runda, która miała się odbyć w Chinach została odwołana. Rajd Francji Latvala ukończył na 4. miejscu. Niestety kolejna, tym razem asfaltowo-szutrowa runda, nie była tak dobra dla Fina. Na OS 5. uszkodził zawieszenie w swoim samochodzie i musiał skorzystać z Rally2. Rajd Hiszpanii ukończył na 14. miejscu. Problemy z półosią powodują, że metę Rajdu Wielkiej Brytanii udało mu się osiągnąć na 7. miejscu. Tajemniczy problem z półosiami trapił wszystkich zawodników Volkswagena, jednak tylko Ogier miał awarię na tyle blisko mety, że nie odczuł tak dużych strat czasowych. Na początku listopada Volkswagen nagle ogłosił informację o wycofaniu się z Rajdowych Mistrzostw Świata wraz z końcem sezonu 2016. Ostatni w sezonie Rajd Australii Australii i ostatni w barwach zespołu z Wolfsburga Latvala rozpoczął od uszkodzenia zawieszenia na pierwszej próbie. Ukończył pierwszą pętle, jednak poniósł duże starty powiększone o kary za spóźnienia na punkty kontroli czasu. Po serwisie starał się odrobić dystans dzielący go do czołówki wygrywając między innymi najdłuższy 50 km odcinek Nambucca 2. Na metę dojechał jako 9. zawodnik. Cały sezon był najgorszym od wielu lat dla Fina. Zajął dopiero 6. miejsce w klasyfikacji generalnej. Jak sam przyznawał w późniejszych wywiadach starał się naśladować styl jazdy Ogiera. Próbował hamować tak jak on, korzystać z jego ustawień. Braku wyników powodował u niego utratę motywacji. Mimo niepowodzeń, Latvala podpisuje kontrakt na rok 2017 z zespołem TOYOTA GAZOO Racing.

### Sezon 2017

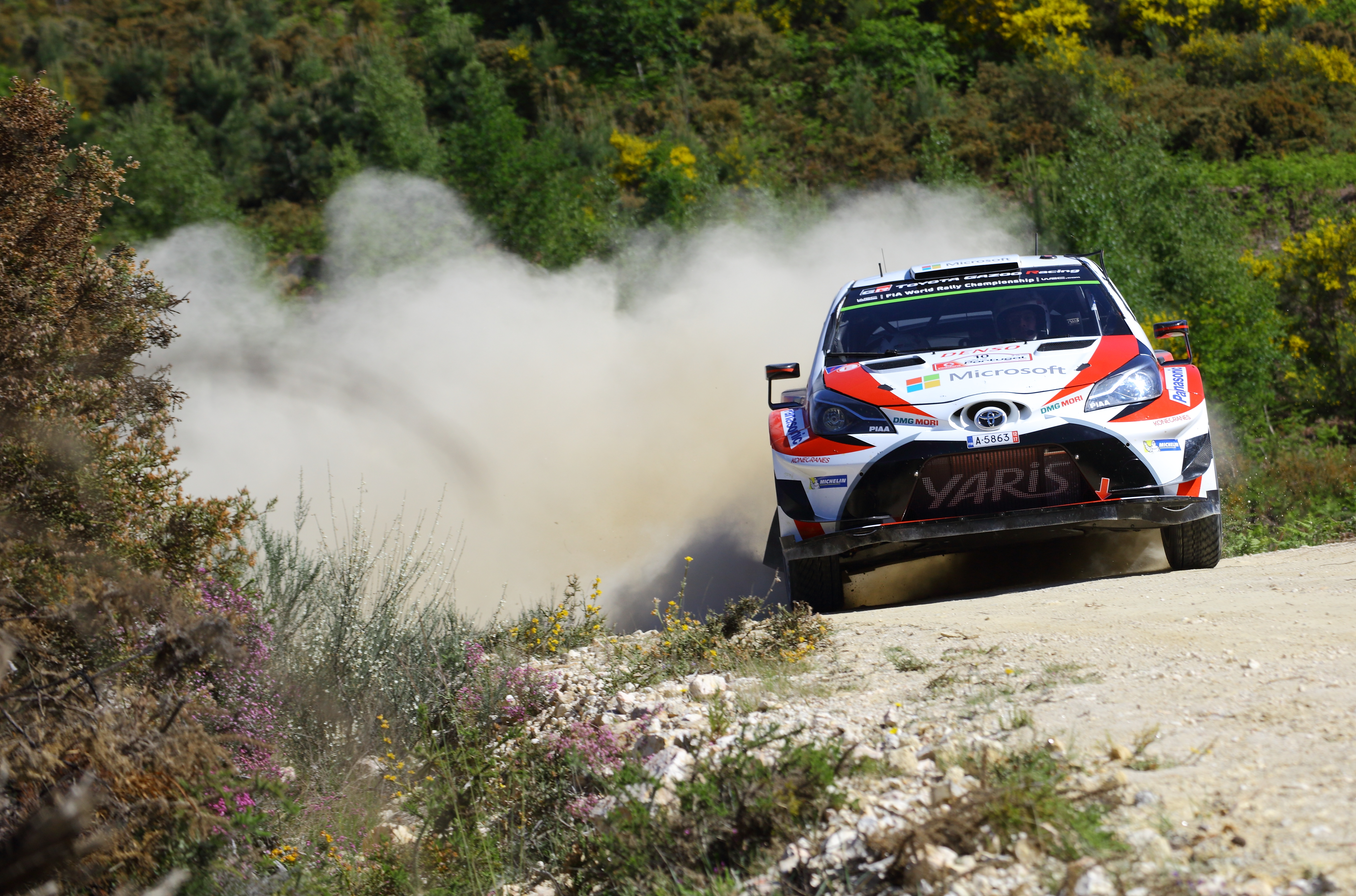
Jari-Matti Latvala podczas Rajdu Portugalii 2017

W sezonie 2017 stanął na czele zespołu TOYOTA GAZOO Racing. Pierwszy rok w Rajdowych Mistrzostwach Świata miał być czasem poświęconym na zbieranie doświadczenia, jednak debiut za kierownicą Toyoty Yaris WRC wypadł nadspodziewanie dobrze. Latvala nie popełnił większych błędów i Rajd Monte Carlo ukończył na 2. pozycji, mimo że nie wygrał żadnego odcinka specjalnego (jedno 2. i dwa 3. miejsca). Chociaż Latvala 5 razy stał na podium Rajdu Szwecji (w tym 3-krotnie na najwyższym stopniu) w roku 2017 nie był widziany w gronie faworytów. Mimo to zawody rozpoczął od zwycięstwa na pokazowym OS-ie. Na drugim odcinku stracił prowadzenie, jednak na OS-ie 5 odrobił starty i pierwszą pętlę ukończył jako lider rajdu. Następne odcinki tego dnia to walka o pierwsze miejsce z Thierry Neuville’em, którą zwyciężył Belg. W ciągu drugiego dnia nie tylko powiększyła się strata do lidera, ale zajmujący 3. miejsce Ott Tänak znacząco zbliżył się do Fina. Jednak kończący dzień Super OS Karlstad 2 przyniósł zaskakujące rozstrzygnięcie. Mający bezpieczną przewagę Thierry Neuville popełnił błąd i uszkodził samochód w sposób uniemożliwiający kontynuowanie jazdy. Ostatni dzień rajdu Latvala rozpoczął więc jako lider rajdu mając zaledwie 3,8 s. przewagi nad Tänakiem i 16,6 s. nad Ogierem. Fin nie uległ presji i wygrał wszystkie pozostałe odcinki specjalne zbierając komplet 30 punktów. Po rajdzie niespodziewanie Latvala po raz drugi w karierze objął prowadzenie w klasyfikacji generalnej WRC. W rajdzie Meksyku otwierał pierwszego dnia odcinki specjalne, co w bardzo trudnym klimacie Meksyku i wymagających trasach powodowało duże straty czasowe. Sytuacji nie poprawiały problemy z przegrzewaniem się samochodu. Problemy innych rywali spowodowały, że ostatecznie Latvala był 6. zdobywając 2 punkty za Power Stage, jednak lepszy wynik Ogiera spowodował spadek Fina na 2. miejsce w generalce. Rajd Korsyki był pierwszym rajdem asfaltowym w sezonie. Po pierwszym dniu Latvala był na 6. miejscu ze stratą minuty do lidera, a w pościgu nie pomagały problemy z autem. Jednak drugiego dnia postawa Fina była znacznie lepsza, a pech ówczesnego lidera Krisa Meeka który musiał się wycofać z rywalizacji. Latvala awansował na 4. miejsce w klasyfikacji rajdu. Ostatniego dnia rajdu rozegrano dwa odcinki specjalne. Latvala oszczędził opony na pierwszym odcinku specjalnym, dzięki temu zaatakował na ostatnim odcinku specjalnym dodatkowo punktowanym Power Stage, który padł jego łupem. Z Korsyki Jari-Matti wywiózł 17 punktów. Kolejnym przystankiem był rajd Argentyny. Wysokość sprawiła, że auto wykazywało znaczne problemy z przegrzewaniem się i stratą mocy, jednak Latvala pokazywał dobre tempo. Przedostatni odcinek specjalny był dla Fina pechowy. Kapeć kosztował 30 sekund i dalszy spadek w klasyfikacji. Kolejne dwa dni nie były lepsze dla kierowcy Toyoty, co ostatecznie dało mu 5. miejsce na koniec rajdu i 1 punkt za Power Stage. Rajd Portugalii Fin rozpoczął z bardzo dobrymi wynikami co skutkowało prowadzeniem w pierwszym dniu rajdu, jednak duże problemy zdrowotne spowodowały drobny błąd na odcinku specjalnym uszkodzenie auta i stratę czasową, a w konsekwencji spadek w klasyfikacji rajdu na 13. miejsce. Noc w szpitalu pomogła w poprawie samopoczucia co na koniec rajdu oznaczało 9. miejsce. Po rajdzie Latvala spadł w klasyfikacji generalnej na 3. miejsce. Rajd Sardynii był najlepszym rajdem w wykonaniu zespołu Toyoty. Esapekka Lappi udowadniał, że jest gotowy na stałe miejsce w WRC. Juho Hänninen był znacznie lepszy od Latvali podczas pierwszych odcinków specjalnych, jednak błąd spowodował spadek w rajdzie. Jari-Matti rajd ukończył na 2. miejscu ze stratą nieco ponad 12 sekund do Otta Tänaka, który wygrał swój pierwszy rajd w karierze. Latvala walczył o dodatkowe punkty na Power Stage, jednak na jednym z nawrotów auto nie skręciło wystarczająco mocno co spowodowało drobną stratę czasową. Ostatecznie dojechał ze stratą 2,3 sekundy do zespołowego kolegi Esapekki Lappiego i zdobył 1 dodatkowy punkt. Wygrana Otta oznaczała jego awans w klasyfikacji generalnej mistrzostw przed Latvale który z dorobkiem 108 punktów był 4. ze stratą 34 punktów do lidera Ogiera. Kolejny rajd w kalendarzu rozgrywany był w Polsce. Toyota wprowadziła zmiany w Yarisie m.in. w układzie skrzyni biegów. Latvala rajd rozpoczął bardzo dobrze prowadząc od 3 odcinka specjalnego.Na 8 odcinku specjalnym stracił prowadzenie na rzecz Otta Tanaka, był jednak tylko 1 sekundę za nim. Do końca dnia spadł na 3 pozycję tracąc 6,6 sekund w generalce do lidera. Drugi dzień zmagań zaczął od wygranej. Kolejne odcinki specjalne wciąż będąc w czołówce czasów poszczególnych Oesów. Niestety na 16 odcinku specjalnym uszkodzeniu uległa skrzynia biegów doprowadzając do wycofania się załogi z dnia rajdu. Ostatecznie załoga ukończyła rajd na 20 pozycji wygrywając PS. Rajd Finlandii kolejny raz okazał się dla Latvali huśtawką nastrojów. Latvala prowadził zacięty bój z koleją z zespołu Esappeką Lappi. Będąc na prowadzeniu w rajdzie na odcinku Ouninpohja 2, 19 odcinku w rajdzie doszło do awarii jednostki napędowej w aucie. Wściekły Latvala został zmuszony do zatrzymania się na odcinku, który dodatkowo był transmitowany na żywo w telewizji. Problem elektryczny spowodował, iż rajd, który wygrał Lappi, ostatecznie ukończył na 21 pozycji. Niemiecka runda mistrzostw świata po przebiciu opony oraz problemach z silnikiem na jednym z oesów dała 7. miejsce na koniec rajdu. Poprawki wprowadzone przed rajdem Polski były początkiem serii pecha dla Jarii-Matti. Rajd Hiszpanii był dla Fina tylko 6 odcinkowym wyzwaniem. Wyciek oleju spowodował ostateczne wycofanie się załogi z rajdu, bez możliwości powrotu. Przedostatni rajd sezonu odbył się w Wielkiej Brytanii. Dobre tempo po wielu miesiącach rozczarowań i kończenie oesów w czołowej 10 nie dało jednak wygranej która powędrowała po raz pierwszy w życiu do Elfyna Evansa, jednak 5. miejsce z niewielką stratą do czołowej trójki rajdu, oraz 1 pkt. za PS było dobrą oznaką na kolejny rok. Ostatnie w tym roku zmagania odbyły się w Australii. Zażartą walkę o wygraną Latvala prowadził z Neuvillem. Drugiego dnia podczas popołudniowej pętli rajdu Belg zaczął uciekać, jednak Latvala naprzemiennie odrabiał i tracił sekundy. Przed ostatnim odcinkiem specjalnym Fin ostatecznie był ponad 14 sekund za kierowcą Hyundaia. Jednak błąd na ostatnim odcinku specjalnym i cięcie na jednym z zakrętów spowodował urwanie koła i ostatecznie wycofanie się z rajdu, w typowy dla siebie sposób (w podobny sposób odebrał sobie 2. miejsce w rajdzie polski 2009).

### Sezon 2018
Nowy rok nowe wyzwania oraz kolega zespołowy. Ott Tanak przeszedł z Ford M-sport do Toyoty. Hanninen został kierowcą rozwojowym zespołu ustępując miejsca Tanakowi. I to właśnie Estończyk będzie w tym sezonie prezentował wyśmienite tempo, co udowodnił już w Monte Carlo będąc na mecie na drugim miejscu przed Latvalą. Zeszłoroczny rajd Szwecji był zwycięski dla załogi Japońskiej marki, jednak tegoroczne zmagania okupione były walką z samym sobą i trasą. Ostatecznie strata ponad 2 minut na mecie tak szybkiego rajdu do Neuvilla pokazuje jak duże problemy miał w trakcie zmagań Fin. Trzecia runda w Meksyku była dla Toyoty mniej łaskawa. Przegrzewający się samochód oznaczał spadek i tak już mniejszej mocy w tych warunkach. Na 9 oesie załoga wycofała się ze zmagań pierwszego dnia. Pomimo SR duet Latvala-Anttila był jednak na punktowanej pozycji dodatkowo kończąc ostatni oes 2 pozycją. Kolejny rajd odbył się w Korsyce. Niestety Latvala popełnił błąd opóźniając hamowanie do jednego z zakrętów i zakończył zmagania na 8 odcinku specjalnym uderzając w drzewo. Sam Latvala przyznał, że postęp związany z zwiększeniem bezpieczeństwa w autach spowodował, że nie czuje tak jak zawsze skutków uderzenia w drzewo. Wszystko to dzięki specjalnym wkładką w drzwiach, które pochłaniają energię. Argentyna to kolejny nieukończony rajd Fina. Tym razem uszkodzeniu już na 3 oesie uległo zawieszenie Toytoy i załoga zmuszona była wrócić do domu. Uszkodzenie zawieszenia było również przyczyną Rally2 w Portugalskiej rundzie. Załoga ostatecznie dojechała do mety jednak na odległej 24 pozycji. Włoską rundę w Sardynii Latvala rozpoczął bardzo dobrze. Po pierwszym dniu był trzeci za Ogierem i Neuvillem. Jednak awaria alternatora na ostatnim odcinku drugiego dnia spowodowała karę czasową. Ostatecznie dojechali na 7. miejscu przed kolegą z zespołu Ottem Tanakiem i Janem Kopeckim w aucie R5. Domową rundę w Finlandii zdominował Tanak który złapał wiatr w żagle po przerwie wakacyjnej. Po zaciętej walce do ostatniego odcinka specjalnego Latvala ostatecznie dojechał na trzecim miejscu. Wygrał Ott Tanak zostając jednym z nielicznych kierowców którzy wygrali ten rajd nie będąc z Skandynawii. Drugie miejsce rzutem na taśmę obronił Mads Ostberg, o zaledwie 2,8 sekundy przed Latvalą. Również bardzo dobry rajd kontynuowała załoga w Niemczech. Do końca drugiego dnia plasował się duet Latvala/Anttila na bardzo dobrej trzeciej pozycji, ustępując jedynie koledze z zespołu Tanakowi oraz Belgowi Neuville. Pechowo bo już na dojazdówce problemy ze zmianą biegów oznaczały kłopoty dla Finów. Brak serwisu w dniu ostatnim oznaczał, że załoga została sama z problemem. Problemy z przekładnia sprawiły jednak wycofanie się po pierwszym odcinku i z rajdu. Turcja będąca kolejnym miejscem zmagań jest rajdem bardzo wymagającym i trudnym co w obliczu ogromnego pecha jaki ma w tym roku kierowca oznaczał, iż mogą spodziewać się wycofania z rajdu już na wczesnym etapie rajdu. Bardzo szybko problemy z oponami i awariami dopadły inne załogi. Do bardzo rzadkiego błędu dopuścił się m.in. Ogier który za późno hamując wypadł nieznacznie z trasy, jednak próba powrotu zakończyła się zakopaniem auta w piachu. Dzięki rozważnej jeździe a co najważniejsze braku awarii Toyota mogła świętować dublet a Latvala powrót na podium tuż za Tanakiem. Uskrzydlony podium Latvala walczył o wygraną w rajdzie Wielkiej Brytanii, prowadząc w stawce do przedostatniego odcinka specjalnego. Niesamowitą walkę o wygraną toczył z Sebastienem Ogierem,. Spadek o 1 pozycję na przedostatnim odcinku i strata 3,1 oznaczała niesamowitą walkę na ostatnim odcinku specjalnym. Niesamowite tempo na końcowych kilometrach pokazał Ogier i to on ostatecznie o ponad 10 sekund wygrał rajd. Latvala znowu był na 2. miejscu.Hiszpania była kolejną okazją do wygrania przez Latvalę rajdu. Do 17 odcinka specjalnego walczył o wygraną z powracającym specjalnie na ten rajd Sebastienem Loebem. Przebita opona na przedostatnim odcinku specjalnym oznaczała koniec szans na pierwszą wygraną w tym sezonie, a załamany Fin nie mógł powstrzymać emocji na mecie odcinka specjalnego. Ostatecznie dojechał na 8. miejscu, a startujący jedynie okazyjnie w tym sezonie Loeb wygrał rajd.Rajd Australii był ostatnim rajdem w sezonie. Wiadomo było już, że Ogier odchodzi z zespołu do Citroena, tak jak Lappi który będzie ostatni raz prezentował barwy Japońskiej marki. Kolejny raz bardzo dobre tempo prezentował Latvala ustępując jedynie Tanakowi. Jednak błąd Tanaka oznaczał awans na miejsce lidera na 20 oesie rajdu. Uszkodzona skrzynia biegów oznaczała ostatecznie wycofanie się Otta. Latvala dowiózł bezpiecznie prowadzenie w rajdzie i wygrał 18 rajd w sezonie. Jednocześnie oznaczało to kolejny rok z rzędu od 2008 roku od kiedy wygrał swój pierwszy rajd w karierze.

### Sezon 2019
Nowy sezon oznaczał nowego kolegę w zespole. Kris Meeke powrócił do WRC po tym jak rok wcześniej został wyrzucony z zespołu Citroen. Rajd Monte Carlo był dla Latvali zróżnicowany. Pierwszy i drugi dzień zmagań kończył Latvala na 4 pozycji, daleko jednak za czołową dwójką. Jednak niesamowitą jazdą popisał się Ott Tanak który awansował na 3. miejsce spychając na 5 lokatę Fina. Rajd Szwecji Latvala rozpoczął w bardzo dobrym rytmie. Niestety pod koniec 1 dnia doświadczony Fin wyjechał poza drogę na szybkim lewym zakręcie i utknął w bandzie śniegu. Straconych minut nie udało się odrobić co ostatecznie oznaczało 21 lokatę dla kierowcy Toyoty. Już na 8 odcinku specjalnym dopadły problemy Fina w rajdzie Meksyku. Elektryka w aucie spowodowała brak możliwości kontynuowania rajdu w pierwszym dniu. Ostatecznie 8. miejsce w tak trudnym rajdzie i zdobycz punktowa dla Latvali. Rajd Korsyki był męczący dla Jariego-Mattiego. Brak odpowiedniego ustawienia i czucia auta sprawiał straty na metach odcinków specjalnych. 10. miejsce na koniec rajdu i 1 punkt oznaczał coraz mniejsze szanse na tytuł w tym roku. Amerykańska runda w Argentynie była zdecydowanie lepszym wykonaniem zawodu kierowcy rajdowego. Latvala notował czasy w czołówce jednak 5. miejsce na koniec rajdu to wszystko co mógł osiągnąć. Ostatni oes dodatkowo punktowany Latvala dojechał na drugim miejscu zaledwie 0,1 sekundy za Neuvillem. Nowy w kalendarzu rajd Chile oznaczał, że załogi muszą wykazać się dodatkowo umiejętnością opisywania trasy.Do 11 odcinka specjalnego Latvala był  na 3. miejscu w generalce. Jednak problem z autem oznaczał kolejny raz konieczność wycofania się z dnia, na ostatnim odcinku specjalnym drugiego dnia. Fin dojechał jednak do mety na 11. miejscu wracając jednak z 3 punktami za PS. Kolejny raz drugi dzień okazał się dla Fina dniem wycofania się. Rajd Portugalii do 12 oesu był dla niego bardzo dobry. 14,8 sekundy straty do Tanaka na 11 oesie oznaczał możliwość awansu na miejsce lidera, jednak uszkodzony amortyzator zmusił go do wycofania się. 7. miejsce na koniec rajdu oznaczał jednak zdobycz punktową. Rajd Włoch i do 5 oesu Latvala prowadzi w stawce. Jednak w swoim stylu fin zaliczył rolkę na nawrocie i stracił kolejny raz prowadzenie w rajdzie. Ostatecznie Fin wycofał się z dnia rajdu i po 2 kolejnych dniach rywalizacji był na 19. miejscu. W domowej rundzie Latvala prowadził jednak na oesie 14 Kakaristo 2 Fin za mocno wypuścił auto w prawym zakręcie i uderzył w kamień. Kapeć oznaczał straty czasowe. Fin spadł na 2. miejsce jednak uszkodzenia i obawa przed dalszymi problemami spowodowała spadek prędkości Fina. Rajd ukończył na 3. miejscu, tak samo jak rajd Niemiec. 3. miejsce Fina, wygrana Tanaka i 2. miejsce Meeke oznaczała triplet dla Toyoty. Turcja będąca kolejnym rajdem jak zwykle okazała się wymagającym wyzwaniem dla załóg. Fin nie zdołał jednak powtórzyć zeszłorocznego miejsca i uplasował się na 7 lokacie zdobywając 2 punkty za Power Stage.

## Życie prywatne
Jari-Matti Latvala jest synem Jariego Latvali, również byłego kierowcy rajdowego, byłego mistrza Finlandii w grupie N z 1994 roku i dziewięciokrotnego uczestnika rajdów o mistrzostwo świata.
Największymi idolami rajdowymi Jariego-Mattiego Latvali są jego rodacy, Henri Toivonen i Juha Kankkunen.

## Zwycięstwa w Mistrzostwach Świata
| Nr | Rajd                   | Sezon | Pilot          | Samochód              |
| -- | ---------------------- | ----- | -------------- | --------------------- |
| 1  | Rajd Szwecji           | 2008  | Miikka Anttila | Ford Focus WRC        |
| 2  | Rajd Włoch             | 2009  | Miikka Anttila | Ford Focus WRC        |
| 3  | Rajd Nowej Zelandii    | 2010  | Miikka Anttila | Ford Focus WRC        |
| 4  | Rajd Finlandii         | 2010  | Miikka Anttila | Ford Focus WRC        |
| 5  | Rajd Wielkiej Brytanii | 2011  | Miikka Anttila | Ford Fiesta RS WRC    |
| 6  | Rajd Szwecji           | 2012  | Miikka Anttila | Ford Fiesta RS WRC    |
| 7  | Rajd Wielkiej Brytanii | 2012  | Miikka Anttila | Ford Fiesta RS WRC    |
| 8  | Rajd Akropolu          | 2013  | Miikka Anttila | Volkswagen Polo R WRC |
| 9  | Rajd Szwecji           | 2014  | Miikka Anttila | Volkswagen Polo R WRC |
| 10 | Rajd Argentyny         | 2014  | Miikka Anttila | Volkswagen Polo R WRC |
| 11 | Rajd Finlandii         | 2014  | Miikka Anttila | Volkswagen Polo R WRC |
| 12 | Rajd Francji           | 2014  | Miikka Anttila | Volkswagen Polo R WRC |
| 13 | Rajd Portugalii        | 2015  | Miikka Anttila | Volkswagen Polo R WRC |
| 14 | Rajd Finlandii         | 2015  | Miikka Anttila | Volkswagen Polo R WRC |
| 15 | 58. Rajd Francji       | 2015  | Miikka Anttila | Volkswagen Polo R WRC |
| 16 | 13. Rajd Meksyku       | 2016  | Miikka Anttila | Volkswagen Polo R WRC |
| 17 | 65. Rajd Szwecji       | 2017  | Miikka Anttila | Toyota Yaris WRC      |
| 18 | 27. Rajd Australii     | 2018  | Miikka Anttila | Toyota Yaris WRC      |

## Starty w rajdach WRC
| Sezon | Zespół                                                                | Samochód                                                                                               | 1      | 2       | 3       | 4             | 5         | 6         | 7      | 8         | 9         | 10        | 11      | 12            | 13        | 14        | 15 | 16        | Punkty | Miejsce |
| ----- | --------------------------------------------------------------------- | --- | ------ | ------- | ------- | ------------- | --------- | --------- | ------ | --------- | --------- | --------- | ------- | ------------- | --------- | --------- | -- | --------- | ------ | ------- |
| 2002  | Jari-Matti Latvala                                                    | Mitsubishi Lancer Evo VI                                                                               | Monako | Szwecja | Francja | Hiszpania     | Cypr      | Argentyna | Grecja | Kenia     | Finlandia | Niemcy    | Włochy  | Nowa Zelandia | Australia | 17        |    |           | 0      | -       |
| 2003  | Ford Motor Co                                                         | Ford Focus WRC                                                                                         | Monako | Szwecja | Turcja  | Nowa Zelandia | Argentyna | 10        | Cypr   | 17        | 14        | Australia | Włochy  | Francja       | Hiszpania | 10        |    |           | 0      | -       |
| 2004  | Jari-Matti Latvala                                                    | Ford Puma S1600 Subaru Impreza WRX STI Ford Fiesta S1600 Suzuki Ignis S1600 Mitsubishi Lancer Evo VIII | NU     | NU      | Meksyk  | Nowa Zelandia | Cypr      | NU        | NU     | Argentyna | NU        | 27        | Japonia | 23            | NU        | 21        | 29 | NU        | 0      | -       |
| 2005  | Jari-Matti Latvala                                                    | Toyota Corolla WRC Subaru Impreza WRX STI Ford Focus WRC                                               | Monako | 16      | Meksyk  | NU            | 16        | Cypr      | Turcja | Grecja    | NU        | NU        | 21      | NU            | Japonia   | 16        | 19 | Australia | 0      | -       |
| 2006  | Jari-Matti Latvala Stobart VK Ford Rally Team                         | Subaru Impreza WRX STI Toyota Corolla WRC Ford Focus WRC                                               | 41     | Szwecja | 25      | 16            | NU        | Argentyna | Włochy | 22        | 34        | 17        | 69      | Cypr          | Turcja    | 6         | 8  | 4         | 9      | 13.     |
| 2007  | Stobart VK M-Sport Ford Rally Team                                    | Ford Focus WRC                                                                                         | NU     | NU      | 5       | 7             | 8         | 4         | 9      | 12        | NU        | 8         | 5       | 7             | 4         | 25        | 3  | 10        | 30     | 8.      |
| 2008  | BP Ford Abu Dhabi World Rally Team Stobart VK M-Sport Ford Rally Team | Ford Focus WRC                                                                                         | 12     | 1       | 3       | 15            | 7         | 3         | 7      | 2         | 38        | 9         | NU      | 6             | 4         | 2         | 2  |           | 58     | 4.      |
| 2009  | BP Ford Abu Dhabi World Rally Team                                    | Ford Focus WRC                                                                                         | 14     | 3       | 12      | NU            | 6         | 1         | 3      | NU        | 3         | 4         | 6       | 7             |           |           |    |           | 41     | 4.      |
| 2010  | BP Ford Abu Dhabi World Rally Team                                    | Ford Focus WRC                                                                                         | 3      | 5       | 2       | 8             | 1         | NU        | 6      | 1         | 4         | 3         | 4       | 4             | 3         |           |    |           | 171    | 2.      |
| 2011  | Ford Abu Dhabi World Rally Team                                       | Ford Fiesta RS WRC                                                                                     | 3      | 3       | 3       | 2             | 18        | 7         | 9      | 2         | 14        | 2         | 4       | 3             | 1         |           |    |           | 172    | 4.      |
| 2012  | Ford World Rally Team                                                 | Ford Fiesta RS WRC                                                                                     | NU     | 1       | DK      | 13            | Argentyna | 3         | 7      | 3         | 2         | 1         | 2       | 12            | 2         |           |    |           | 154    | 3.      |
| 2013  | Volkswagen Motorsport                                                 | Volkswagen Polo R WRC                                                                                  | NU     | 4       | 16      | 3             | 3         | 1         | 3      | 17        | 7         | 4         | 3       | 2             | 2         |           |    |           | 162    | 3.      |
| 2014  | Volkswagen Motorsport                                                 | Volkswagen Polo R WRC                                                                                  | 5      | 1       | 2       | 14            | 1         | 3         | 5      | 1         | NU        | 2         | 1       | 2             | 8         |           |    |           | 218    | 2.      |
| 2015  | Volkswagen Motorsport                                                 | Volkswagen Polo R WRC                                                                                  | 2      | NU      | 15      | NU            | 1         | 6         | 5      | 1         | 2         | 2         | 1       | 2             | 51        |           |    |           | 183    | 2.      |
| 2016  | Volkswagen Motorsport                                                 | Volkswagen Polo R WRC                                                                                  | NU     | 26      | 1       | 16            | 6         | 2         | 5      | 2         | 48        | [ 150 ]   | 4       | 14            | 7         | 9         |    |           | 112    | 6.      |
| 2017  | Toyota GAZOO Racing WRT                                               | Toyota Yaris WRC                                                                                       | 2      | 1       | 6       | 4             | 5         | 9         | 2      | 20        | 21        | 7         | NU      | 5             | NU        |           |    |           | 136    | 4.      |
| 2018  | Toyota GAZOO Racing WRT                                               | Toyota Yaris WRC                                                                                       | 3      | 7       | 8       | NU            | NU        | 24        | 7      | 3         | NU        | 2         | 2       | 8             | 1         |           |    |           | 128    | 4.      |
| 2019  | Toyota GAZOO Racing WRT                                               | Toyota Yaris WRC                                                                                       | 5      | 21      | 8       | 10            | 5         | 11        | 7      | 19        | 3         | 3         | 6       | NU            | 5         | Australia |    |           | 94     | 7.      |
| 2020  | Latvala Motorsport                                                    | Toyota Yaris WRC                                                                                       | Monako | NU      | Meksyk  | Estonia       | Turcja    | Włochy    | Włochy |           |           |           |         |               |           |           |    |           |        |         |

### Starty w JWRC
| Sezon | Zespół             | Samochód                                             | 1      | 2      | 3      | 4      | 5     | 6      | 7     | 8 | 9 | Punkty | Miejsce |
| ----- | ------------------ | ---------------------------------------------------- | ------ | ------ | ------ | ------ | ----- | ------ | ----- | - | - | ------ | ------- |
| 2004  | Jari-Matti Latvala | Ford Puma S1600 Ford Fiesta S1600 Suzuki Ignis S1600 | MCO NU | GRE NU | TUR NU | FIN NU | GBR 4 | ITA NU | ESP 9 |   |   | 5      | 13.     |

### Starty w PCWRC
| Sezon | Zespół             | Samochód               | 1     | 2     | 3   | 4     | 5     | 6   | 7     | 8     | 9 | Punkty | Miejsce |
| ----- | ------------------ | ---------------------- | ----- | ----- | --- | ----- | ----- | --- | ----- | ----- | - | ------ | ------- |
| 2006  | Jari-Matti Latvala | Subaru Impreza WRX STi | MCO 5 | MEX 9 | ARG | GRE 6 | JPN 9 | CYP | AUS 1 | NZL 1 |   | 27     | 4.      |